# Mistrzostwa Świata w Snookerze 2014

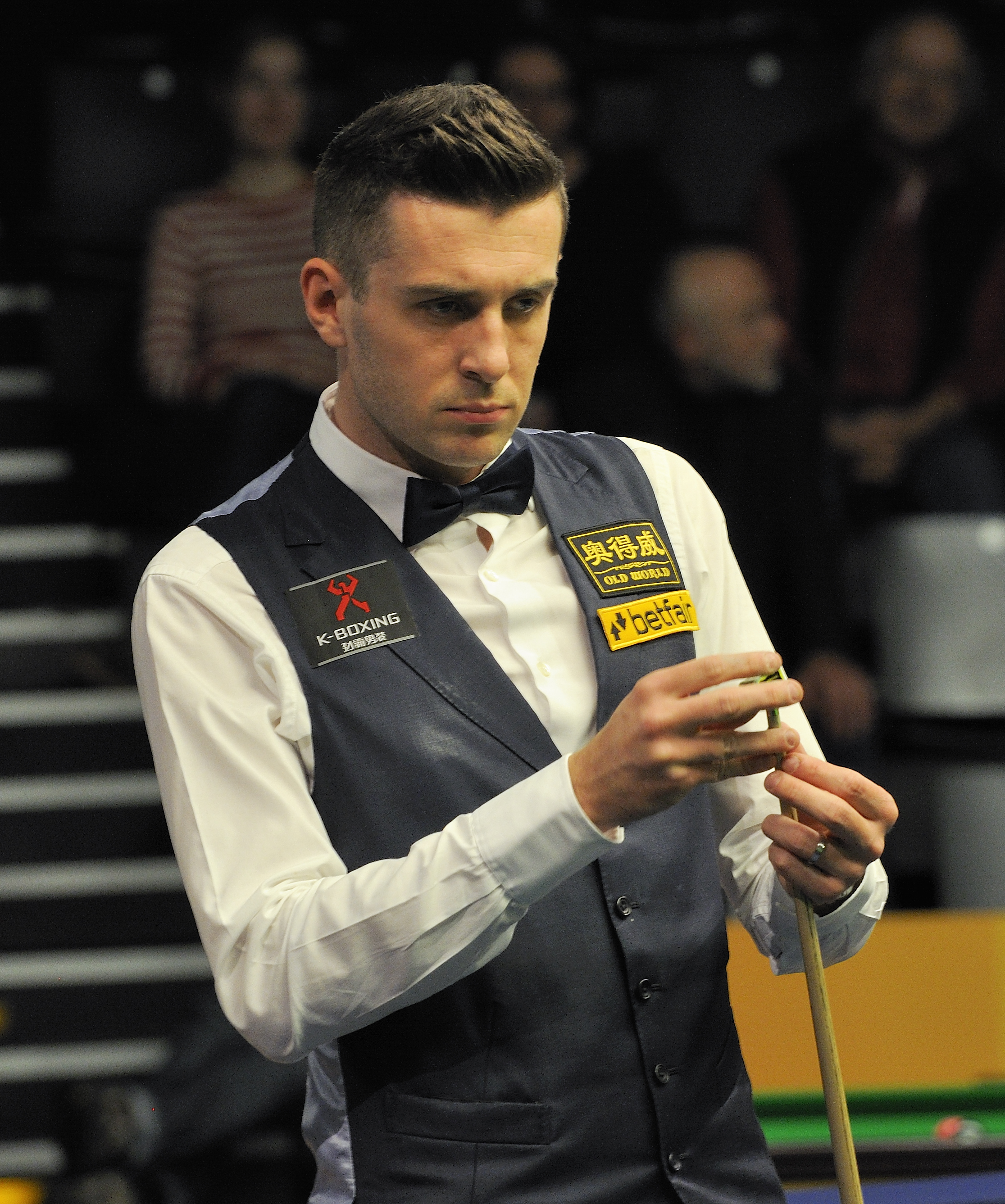
Mark Selby – zwycięzca turnieju

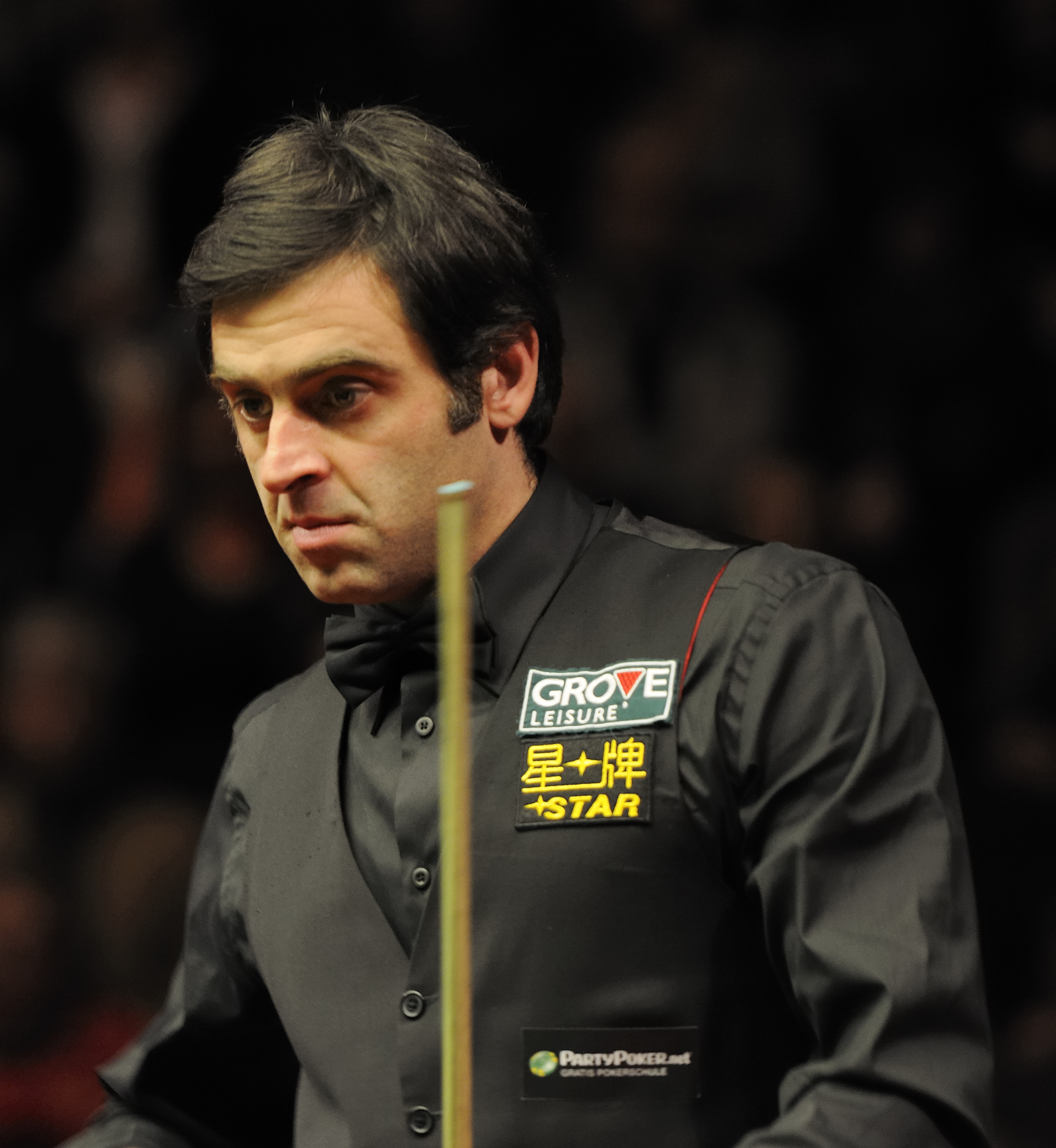
Ronnie O’Sullivan – obrońca tytułu i wicemistrz świata

Mistrzostwa Świata w Snookerze 2014 (ang. 2014 Dafabet World Snooker Championship) – najważniejszy turniej snookerowy sezonu 2013/2014, rozgrywany w dniach 19 kwietnia – 5 maja 2014 w Crucible Theatre w Sheffield, w Anglii. Była to 77. edycja mistrzostw świata.
Obrońcą tytułu był Anglik, Ronnie O’Sullivan.
Tytuł mistrza świata po raz pierwszy w swojej karierze zdobył Mark Selby, który w finałowym pojedynku pokonał pięciokrotnego mistrza świata, Anglika Ronniego O’Sullivana 18-14.
Turniej był transmitowany w 80 krajach na całym świecie, za pośrednictwem 12 różnych telewizji. W Polsce turniej transmitowały stacje komercyjne Eurosport i Eurosport 2.

## Wstęp

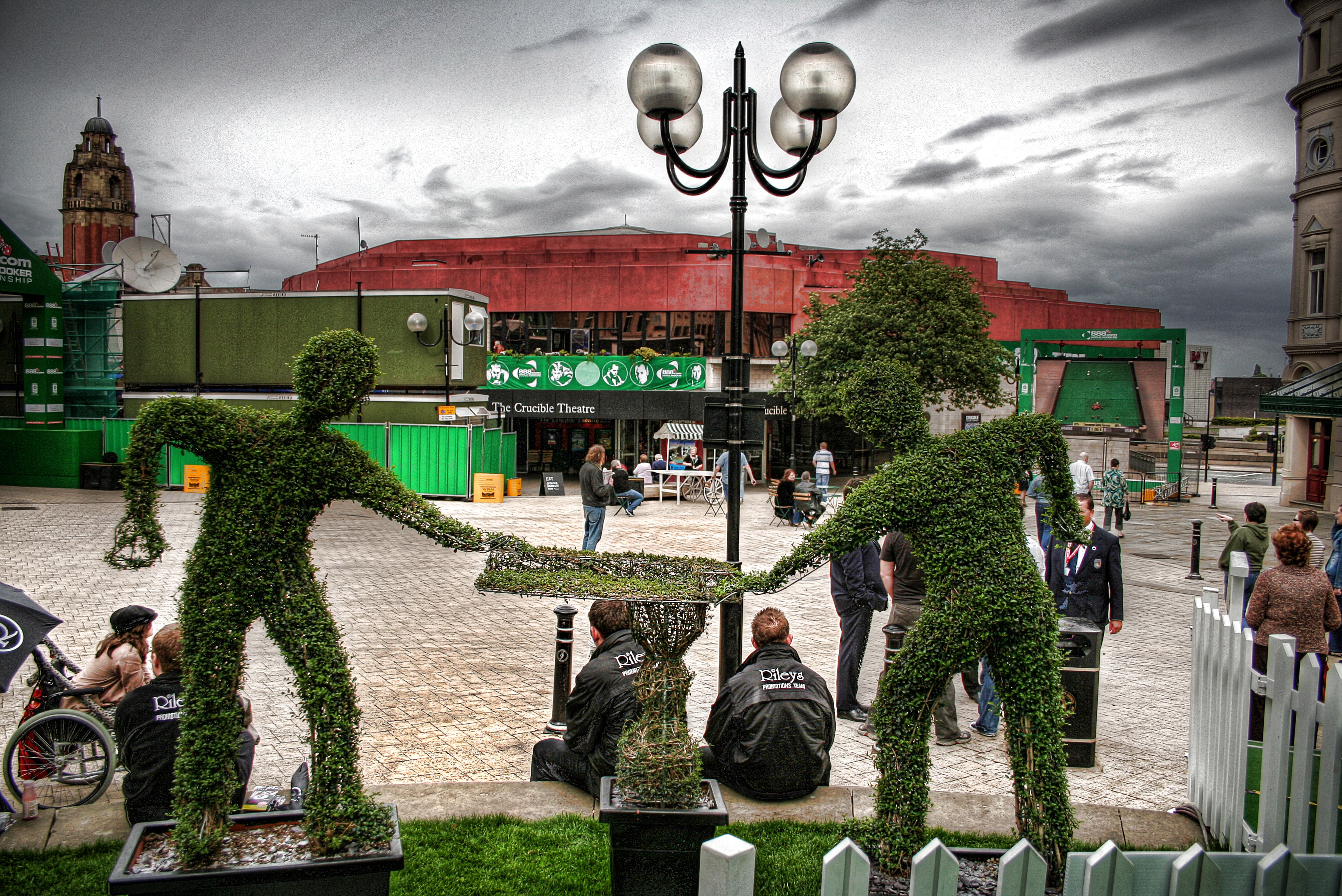
Crucible Theatre, miejsce rozgrywania turnieju

Mistrzostwa te po raz 38. były rozgrywane w Crucible Theatre. Spośród wszystkich aktywnych graczy snookerowych, najwięcej tytułów mistrzowskich miał przed turniejem Steve Davis (łącznie 6), który nie przeszedł przez kwalifikacje do Mistrzostw Świata w Snookerze 2014. Ronnie O’Sullivan bronił tytułu mistrzowskiego po raz drugi raz z rzędu. Poprzednia skuteczna obrona tytułu mistrzowskiego miała miejsce w 1996 roku, kiedy Stephen Hendry po raz szósty w karierze wygrał snookerowe mistrzostwa świata. Hendry obronił tytuł mistrza świata także w latach 1993–1995, zdobywając w latach 1992–1996 pięć tytułów mistrzowskich z rzędu.
W tej edycji mistrzostw brało udział pięciu graczy, którzy w przeszłości sięgali po tytuł mistrzowski, poza wspomnianym O’Sullivanem, są to: John Higgins (4-krotny zdobywca tytułu), Shaun Murphy, Neil Robertson oraz Ken Doherty. Wygranie Mistrzostw Świata w Snookerze, poza zdobyczą punktową oraz pieniężną wiąże się z rozstawieniem mistrza świata w turniejach, w których obowiązuje rozstawienie, ponadto mistrz świata przystępuje do obrony tytułu w przyszłym roku jako rozstawiony z numerem jeden.

## Organizacja turnieju

### Nagrody
Zestawienie nagród pieniężnych:
|                                       | Nagroda     |
| ------------------------------------- | ----------- |
| Zwycięzca                             | 300 000 £   |
| Finalista                             | 125 000 £   |
| Półfinalista                          | 55 000 £    |
| Ćwierćfinalista                       | 25 000 £    |
| Ostatnia 16                           | 16 000 £    |
| Ostatnia 32                           | 12 000 £    |
| Ostatnia 48                           | 8 500 £     |
| Ostatnia 64                           | 4 600 £     |
| Ostatnia 96                           | 1 000 £     |
| Najwyższy break w fazie telewizyjnej  | 10 000 £    |
| Najwyższy break poza fazą telewizyjną | 1 000 £     |
| Łączna pula nagród                    | 1 214 000 £ |

### Punktu do rankingu
- Zwycięzca turnieju otrzymał: 10000 punktów rankingowych,
- Wicemistrz (runner up): 8000 punktów rankingowych,
- Półfinaliści: 6400 punktów rankingowych,
- Ćwierćfinaliści: 5000 punktów rankingowych,
- Ostatnia 16: 3800 punktów rankingowych,
- Ostatnia 32: 2800 punktów (w przypadku zawodników nierozstawionych) lub 1400 (w przypadku zawodników rozstawionych)[7].

Punktowane były również poszczególne fazy kwalifikacji, przy czym, jeżeli rozstawiony zawodnik (grający pierwszy mecz w eliminacjach) przegrywał spotkanie, wówczas dostawał połowę punktów przewidzianych za udział w danej fazie kwalifikacji. Punktacja prezentowała się następująco:
- Ostatnia 48: 2300 punktów rankingowych (1150 dla zawodnika rozstawionego),
- Ostatnia 64: 1800 punktów rankingowych (900),
- Ostatnia 80: 1300 punktów rankingowych (650),
- Ostatnia 96: 800 punktów rankingowych (400)[7].

### Bilety
Ceny biletów kształtowały się następująco:
- Sesje poranne pierwszej rundy w dni powszednie – £ 15
- Sesje popołudniowe i wieczorne pierwszej rundy w dni powszednie – £ 20
- Sesje poranne, popołudniowe i wieczorne pierwszej rundy w weekend – £ 22
- Sesje drugiej rundy – £ 23
- Sesje poranne i popołudniowe ćwierćfinałów – £ 30
- Sesje wieczorne ćwierćfinałów – £ 35
- Sesje poranne półfinałów – £ 35
- Sesje wieczorne półfinałów – £ 40
- Pierwsza, druga i trzecia sesja finału – £ 55
- Czwarta sesja finału – £ 70

Począwszy od meczów półfinałowych, sprzedawane też były droższe bilety oznaczone jako "Hospitality" oraz "Premium".

## Zawodnicy

### Zawodnicy rozstawieni
W turnieju na 1. pozycji rozstawiony został obrońca tytułu. Następne 15 miejsc zostało obsadzonych według kolejności na liście rankingowej na sezon 2013/2014:
- (w nawiasie okrągłym podano etap, na którym zawodnik zakończył udział w turnieju)

1. Ronnie O’Sullivan (Finał)
2. Neil Robertson (Półfinał)
3. Mark Selby (Zwycięzca)
4. Ding Junhui (1R)
5. Barry Hawkins (Półfinał)
6. Stuart Bingham (1R)
7. Judd Trump (Ćwierćfinał)
8. Marco Fu (2R)
9. Shaun Murphy (Ćwierćfinał)
10. Stephen Maguire (1R)
11. John Higgins (1R)
12. Ricky Walden (2R)
13. Mark Davis (1R)
14. Allister Carter (2R)
15. Mark Allen (2R)
16. Joe Perry (2R)

### Zawodnicy nierozstawieni
Poniżsi zawodnicy uzyskali awans do mistrzostw świata poprzez udział w kwalifikacjach:
- (w nawiasie okrągłym numer zajmowany na liście rankingowej)
- [w nawiasie kwadratowym etap, na którym zawodnik zakończył udział w turnieju]

- Ryan Day (#21) [2R]
- Michael Holt (#23) [1R]
- Dominic Dale (#24) [Ćwierćfinał]
- Xiao Guodong (#26) [1R]
- Ken Doherty (#29) [2R]
- Michael White (#30) [1R]
- David Gilbert (#31) [1R]
- Alan McManus (#34) [Ćwierćfinał]
- Tom Ford (#36) [1R]
- Martin Gould (#38) [1R]
- Jamie Burnett (#43) [1R]
- Jamie Cope (#49) [1R]
- Robbie Williams (#67) [1R]
- Michael Wasley(inne języki) (#75) [2R]
- Kyren Wilson (#89) [1R]
- Robin Hull (#115) [1R]

## Sędziowie
- Terry Camilleri
- Paul Collier
- Olivier Marteel
- Brendan Moore
- Leo Scullion
- Michaela Tabb
- Jan Verhaas
- Eirian Williams

## Wydarzenia związane z turniejem
- Turniej mistrzowski w 2014 roku po raz pierwszy sponsorowała firma "Dafabet"[9].
- Sponsor Mistrzostw Świata w Snookerze 2014, firma "Dafabet", zadeklarowała, że przekaże na cele charytatywne £100 za każdego breaka stupunktowego w finałowej fazie turnieju. Pieniądze te trafiły do hospicjum Bluebell Wood Children’s z Sheffield, które przynosi ulgę w cierpieniu nieuleczalnie chorym dzieciom i młodzieży[10].
- Kwalifikacje do tegorocznej edycji snookerowych mistrzostw świata zostały po raz pierwszy w historii rozegrane w Ponds Forge International Sports Centre(inne języki) w Sheffield[11].
- Kurt Maflin w szesnastym frejmie meczu II rundy kwalifikacji z Danielem Wellsem nieskutecznie atakował breaka maksymalnego 147 punktów. Podejście zakończył mając na koncie 134 punkty, po spudłowaniu przedostatniej – różowej bili[12].
- Małgorzata Kanieska to pierwsza Polska sędzina, która wzięła udział w sędziowaniu meczów kwalifikacji do mistrzostw świata[13].
- Mark Williams przegrywając w kwalifikacjach z Alanem McManusem po raz pierwszy od 1997 roku nie zagra w fazie głównej turnieju[14], podobnie jak Peter Ebdon, który grał w Mistrzostwach Świata w Snookerze nieprzerwanie od 1992[15].
- W tegorocznej edycji snookerowych mistrzostw świata, główna nagroda przewidziana dla zwycięzcy, wynosiła £300 000. Jest to najwyższa w historii snookera nagroda dla zwycięzcy snookerowego turnieju[16].
- W Mistrzostwach Świata w Snookerze 2014 zadebiutowało czterech zawodników:
  - Kyren Wilson, który w ostatniej rundzie kwalifikacji do fazy głównej mistrzostw pokonał mistrza świata z 2006 roku, Graeme’a Dotta[17],
  - Michael Wasley(inne języki), który w ostatniej rundzie kwalifikacji pokonał Roberta Milkinsa[18],
  - Xiao Guodong, pokonując w kwalifikacjach Li Yana[18],
  - oraz Robbie Williams, który w kwalifikacjach pokonał Lü Haotiana, Liu Chuanga, Pankaja Advani(inne języki), oraz Fergala O’Briena[18].
- Siedemnasta partia meczu pierwszej rundy pomiędzy Rickym Waldenem a Kyrenem Wilsonem, która okazała się ostatnią partią w tym pojedynku trwała 73 minuty i 13 sekund[19], czyli niecałe 2 minuty krócej niż najdłuższy frejm rozegrany podczas snookerowych mistrzostw świata, który miał miejsce podczas meczu Stephena Maguire’a i Marka Kinga w mistrzostwach świata w 2009 roku i trwał 74 minuty 58 sekund[20].
- Ronnie O’Sullivan w meczu drugiej rundy po raz pierwszy prowadził w spotkaniu z Joe Perrym dopiero przy stanie 12-11, wcześniej obrońca tytułu miał stratę 1-3 partii do Perry’ego. Ostatecznie mecz wygrał O’Sullivan wynikiem 13-11, zdobywając w dwóch ostatnich partiach dwa breaki powyżej stu punktów, był to pierwszy w MŚ mecz od 2011 roku, w którym O’Sullivan nie kontrolował przebiegu całego spotkania oraz najniższa jego wygrana od 2011 roku[21].
- Neil Robertson w 22 partii meczu ćwierćfinałowego z Juddem Trumpem wbił setnego breaka stupunktowego w jednym sezonie[22].
- Sędzia Olivier Marteel po raz pierwszy w swojej karierze sędziował mecz półfinałów w Mistrzostwach Świata w Snookerze[23].
- W dniu 3 maja nie odbyła się sesja popołudniowa, ze względu na fakt iż Ronnie O’Sullivan zakończył spotkanie z Barrym Hawkinsem w trzech sesjach (wynikiem 17-7), aby uniknąć konieczności zwracania za bilety, organizatorzy zorganizowali zamiast tej sesji mecz pokazowy w którym wystąpił Ken Doherty oraz Stephen Hendry[24].
- Finał pomiędzy Ronnie O’Sullivanem a Markiem Selby sędziował Brendan Moore, był to jego pierwszy sędziowany finał w snookerowych mistrzostwach świata[25][26][27].

## Przebieg turnieju

### Runda 1

#### Ronnie O’Sullivan – Robin Hull
Pierwsza sesja tego spotkania rozegrana została w sobotę 19 kwietnia rano. Przebieg pierwszej części tej sesji był korzystniejszy dla Ronniego O’Sullivana, który na przerwę po czterech rozegranych partiach schodził przy prowadzeniu 3-1. W pierwszej części pierwszej sesji miały miejsce także dwa breaki stupunktowe: 124 punkty Ronniego O’Sullivana i 102 punkty Robina Hulla. Partia piąta była jedyną wyrównaną i trwającą nieco dłużej. Wszystko za sprawą wysunięcia się na prowadzenie Hulla i postawienia O’Sullivana w potrzebie znalezienia snookera, co Anglikowi ostatecznie się udało, zwiększając swoją przewagę do stanu 4-1. Pozostałe cztery partie były głównie grą do pierwszego błędu. Tylko jedna z nich okazała się zwycięska dla Hulla. Ostatecznie na koniec drugiej części tej sesji O’Sullivan zwiększył swoją przewagę nad Hullem, doprowadzając do wyniku 7-2.
Druga sesja pojedynku tych dwóch snookerzystów rozegrana została również 19 kwietnia w sesji wieczornej. Pierwszą partię tej drugiej części meczu mógł i powinien wygrać Robin Hull, jednak spudłował łatwą czerwoną, co wykorzystał O’Sullivan powiększając swoją przewagę na 8-2. W dwóch następnych frejmach lepszym okazał się Hull, ustalając wynik na 8-4. Trzynastą partię tego pojedynku wygrał z kolei O’Sullivan, w wyniku czego na przerwę schodził, prowadząc 9-4. Czternasty frejm, zwycięski dla O’Sullivana, okazał się ostatnim w całym spotkaniu, które zakończyło się zwycięstwem Ronniego O’Sullivana 10-4.
Wyniki meczu:
- sesja I: 77-53 (53); 124 (124)-0; 84 (69)-25; 16-102 (102); 54-52; 81 (81)-0; 1-68 (60); 121 (60)-1; 90 (90)-0;
- sesja II: 71-65; 16-116 (52); 5-92 (68); 103-29; 107 (54)-0

#### Joe Perry – Jamie Burnett
Pierwsza sesja tego pojedynku została rozegrana 20 kwietnia, drugiego dnia turnieju, w sesji porannej. Pierwszą partię breakiem 84-punktowym zdecydowanie wygrał Jamie Burnett. Później jednak gra się wyrównała i na regulaminową przerwę zawodnicy schodzili z wynikiem 2-2. Po przerwie spotkanie to było już bardziej jednostronne. Wprawdzie Joe Perry wygrał pierwszego frejma po przerwie, to jednak w następnych czterech zwyciężał Szkot. Breaki w granicach 50-90 punktów okazały się wystarczające do objęcia prowadzenia przez Jamiego Burnetta 6-3 w spotkaniu po zakończeniu pierwszej sesji.
Druga sesja została rozegrana trzeciego dnia turnieju, 21 kwietnia, w sesji popołudniowej. Joe Perry wygrał wszystkie cztery frejmy przed regulaminową przerwą, schodząc na nią z prowadzeniem 7-6. Po przerwie niewiele się zmieniło; Perry wygrał kolejne dwie partie, po czym w szesnastym frejmie Jamie Burnett wbijając 111-punktowego breaka wygrał swojego jedynego frejma tego dnia. Anglik jednak szybko odpowiedział, wygrywając kolejną partie, a tym samym cały mecz 10-7.
Wyniki meczu:
- sesja I: 0-84 (84); 76-2; 75 (59)-66; 49-71; 67-13; 23-89 (76); 12-75 (61); 36-71; 0-94 (94);
- sesja II: 101 (87)-27; 125 (55,70)-1; 63-38; 54-40; 70 (51)-33; 78-28; 1-118 (111); 89 (81)-2

#### Shaun Murphy – Jamie Cope
Pierwsza sesja pojedynku tych dwóch zawodników rozegrana została w sesji popołudniowej pierwszego dnia turnieju, 19 kwietnia. Pierwsza część była wyrównana; zawodnicy naprzemiennie wygrywali kolejne frejmy i na regulaminową przerwę schodzili przy stanie 2-2. Po przerwie, w dwóch kolejnych partiach Shaun Murphy wbił dwa wygrywające breaki (87 i 70 punktów), dystansując się tym samym od Jamiego Cope’a. Odpowiedź Cope’a była natychmiastowa; zdołał doprowadzić do remisu i stanu 4-4. Ostatnia partia tej sesji należała również do Jamiego Cope’a, dzięki czemu na koniec tej sesji prowadził 5-4.
Druga sesja rozegrana została w sesji wieczornej drugiego dnia turnieju. W pierwszej partii Jamie Cope podjął atak na breaka maksymalnego, jednak zakończył podejście na 64 punktach, co wykorzystał przeciwnik, który kompletując breaka 75-punktowego, wygrał frejma. Do przerwy walka była wyrównana, a zawodnicy schodzili na przerwę przy prowadzeniu Cope’a 7-6. Po powrocie do stołu obaj zawodnicy wygrali po jednej partii, a następnie Murphy doprowadził do wyrównania 8-8. Następna partia również należała do Murphy’ego. Błąd, który popełnił Shaun Murphy w partii osiemnastej na ustawianiu snookera za czarną bilą dał szansę na doprowadzenie do decydującego, dziewiętnastego frejma, którą to szansę Jamie Cope wykorzystał. W ostatniej partii widać było, że górę nad zawodnikami biorą nerwy, po szarpanej grze Murphy wygrał ostatnią decydującą partię kończąc tym samym mecz 10-9.
Wyniki meczu:
- sesja I: 5-88 (75); 112 (112)-24; 33-80; 75 (70)-0; 88 (87)-2; 82(70)-1; 7-74; 54-65; 28-72 (58);
- sesja II: 75 (75)-64 (64); 43-63; 25-64; 68 (68)-28; 75 (52)-4; 30-71; 74-1; 81 (58)-38; 34-88; 65-49

#### Marco Fu – Martin Gould
Pierwsza sesja tego pojedynku została rozegrana dnia 22 kwietnia w sesji porannej. Pierwszą partię wygrał reprezentant Hongkongu imponującym, 124-punktowym podejściem. druga partia także należała do Marco Fu. W obu partiach Anglik nie wbił ani jednej bili, jednak już trzecią partię wygrał; natomiast Marco Fu wygrał ostatnią partię przed przerwą, i schodząc na nią, prowadził 3-1. W pierwszej partii po przerwie Fu podjął atak na maksymalnego breaka, jednak próba ta zakończyła się na 88 punktach, dzięki którym wygrał kolejnego frejma. Szósta partia była zaciętą walką, a zakończyła się zwycięstwem Martina Goulda dopiero na czarnej bili. Kolejne frejmy wygrywał Gould, który zmniejszył dystans do przeciwnika, do stanu 4-3. Marco Fu wygrał jednak ostatnie dwie partie sesji co dało mu prowadzenie w meczu po pierwszej sesji 6-3.
Drugą sesję tego pojedynku rozegrano dnia następnego w sesji popołudniowej. Anglik wygrał pierwszą partię jednak reprezentant Hongkongu odpowiedział w kolejnej sesji podejściem 88-punktowym. Trzecia partia, również zwycięska dla Marco Fu, zakończona została 124-punktowym breakiem. Gould wygrał ostatnią partię przed regulaminową przerwą, na którą zawodnicy schodzili przy wyniku 8-5 dla Marco Fu. Po przerwie, podobnie jak na początku sesji, jednego frejma wygrał Martin Gould, także jednego Marco Fu. Schemat gry został podtrzymany, ponieważ Anglik wygrał kolejną partię a partię siedemnastą wygrał Fu, dzięki czemu wygrał całe spotkanie wynikiem 10-7.
Wyniki meczu:
- sesja I: 124 (124)-0, 83 (83)-0, 6-71 (63), 73-45, 96 (88)-0, 60 (60)-63, 22-92 (92), 58-48, 87 (64)-24
- sesja II: 0-71 (63), 115 (88)-0, 130 (116)-0, 0-74, 49-58, 95-1, 52-77 (69), 80 (80)-0

#### Barry Hawkins – David Gilbert
Pierwsza sesja tego pojedynku została rozegrana w sesji popołudniowej czwartego dnia turnieju, 22 kwietnia. Pierwsze dwie partie wygrał David Gilbert natomiast Barry Hawkins odpowiedział dopiero w trzeciej odsłonie pojedynku. Czwartego frejma wygrał Gilbert i schodząc na regulaminową przerwę, prowadził 3-1. Po przerwie kolejnego frejma wygrał Hawkins, jednak tym samym odpowiedział w następnej partii Gilbert. Siódma partia tego spotkania, wygrana została przez Barry’ego Hawkinsa, który idąc za ciosem, zdołał wygrać ostatnie dwie partie (jedną z nich breakiem 115-punktowym). Tym samym po zakończeniu pierwszej sesji prowadził 5-4.
Druga sesja została rozegrana następnego dnia w sesji porannej. W tej części spotkania zdecydowanie lepszym zawodnikiem okazał się Barry Hawkins, który wygrał wszystkie cztery partie przed przerwą, prowadząc w spotkaniu 9-4. Po powrocie do stołu breakiem 53-punktowym wygrał czternastego frejma, który okazał się ostatnim w tym pojedynku. Ostatecznie Barry Hawkins wygrał całe spotkanie 10-4.
Wyniki meczu:
- sesja I: 45-63, 7-77 (77), 94-30, 43-88 (51), 77 (72)-25, 13-75 (56), 78 (72)-21, 129 (115)-8, 80 (69)-0
- sesja II: 96 (93)-19, 68 (50)-6, 60-41, 71 (71)-30, 82 (53)-0

#### Ricky Walden – Kyren Wilson
Pierwsza sesja pojedynku została rozegrana trzeciego dnia turnieju, 21 kwietnia w sesji wieczornej. Pierwszą partie wygrał jeden z tegorocznych debiutantów w Crucibule Kyren Wilson, jednak odpowiedź Ricky’ego Waldena była natychmiastowa i zdecydowana. Wygrał drugą partię imponującym, 137-punktowym, podejściem. Następne dwie partie wygrane zostały przez Wilsona. Zawodnicy schodzili na przerwę przy wyniku 3-1 dla Kyrena Wilsona. Po przerwie spotkanie zdominował Ricky Walden, który wygrał wszystkie pozostałe pięć partii wychodząc tym samym na zakończenie pierwszej sesji tego meczu na prowadzenie 6-3.
Drugą sesję tego pojedynku zawodnicy rozegrali następnego dnia w sesji wieczornej. Pierwszą partię wygrał Walden, jednak Wilson odpowiedział, wygrywając następną. Również trzecią partię wygrał Ricky Walden, ale Kyren Wilson szybko odpowiedział, wygrywając ostatnią partię przed przerwą. Schodząc na przerwę, Walden prowadził 8-5. Po przerwie, w dwóch pierwszych partiach zwyciężył Kyren Wilson, zmniejszając znacznie swoją stratę. Jednak kolejną partię wygrał już Walden, doprowadzając do wyniku 9-7. Siedemnasta partia okazała się ostatnią w całym spotkaniu, wygrał ją Ricky Walden, dzięki czemu awansował od następnej rundy pokonując Kyrena Wilsona 10-7.
Wyniki meczu:
- sesja I: 43-54, 137 (137)-0, 6-81 (81), 26-75 (50), 74-8, 46-25, 69-25, 70 (63)-57 (57), 91 (74)-1
- sesja II: 82 (64)-20, 16-66 (61), 106 (63)-6, 1-81 (59), 29-54, 0-69 (62), 75-14, 74-36

#### Mark Davis – Dominic Dale
Mecz rozpoczął się w sesji wieczornej 23 kwietnia. Pierwsze dwie partie tego spotkania wygrał Dominic Dale. Trzecią partię udało się wygrać Mark Davis. Ostatnią partię przed regulaminową przerwą wygrał Dale, który w całym meczu prowadził 3-1. Po przerwie dwie kolejne partie breakami 71- i 69-punktowymi wygrał Dale, zwiększając swoją przewagę do stanu 5-1. W partii siódmej zwyciężył Davis, jednak dwie ostatnie w tej sesji partie wygrał Dominic Dale, który ostatecznie na koniec sesji prowadził 7-2.
Wobec tak ogromnej przewagi Dale’a, druga sesja, którą rozegrano 24 kwietnia w sesji popołudniowej, mogła bardzo szybko rozstrzygnąć całe spotkanie. Dale wygrał dwie pierwsze partie tej sesji doprowadzając do prowadzenia 9-2. Mark Davis zdołał jednak podjąć walkę i zwyciężył w partiach: dwunastej, trzynastej i czternastej. Piętnasty frejm okazał się jednak ostatni w tym spotkaniu, bowiem wygrał do Dale, który ostatecznie w całym pojedynku zwyciężył 10-5.
Wyniki meczu:
- sesja I: 44-70, 63 (63)-73, 75-44, 6-82 (56), 6-71 (71), 9-69 (69), 79-44, 33-72 (67), 18-56
- sesja II: 62-71, 56-68, 93 (69)-0, 99 (61)-16, 69-62, 26-77 (57)

#### Ding Junhui – Michael Wasley
Pierwsza sesja pojedynku tych dwóch zawodników miała miejsce w sesji popołudniowej drugiego dnia turnieju, 20 kwietnia. Ding Junhui od początku spotkania grał słabo i często gubił się w swojej grze. Michael Wasley wykorzystał tę sytuację, ile tylko mógł, doprowadzając przed przerwą do remisu 2-2. Sytuacja przy snookerowym stole zmieniła się diametralnie po powrocie zawodników z przerwy. Wprawdzie pierwszą po przerwie partię na swoim koncie zapisał Wasley, jednak cztery pozostałe wygrał Ding, kończąc również jedną z nich breakiem 136-punktowym. Ostatecznie cała sesja zakończyła się prowadzeniem Ding Junhuia 6-3.
Druga sesja tego pojedynku została rozegrana dnia następnego w sesji popołudniowej. Inaugurującego frejma, oraz dwa kolejne wygrał Wasley, doprowadzając tym samym do wyrównania 6-6. Ding Junhui wygrał dopiero ostatnią partie przed przerwą. Po przerwie również zwyciężył, zwiększając tym samym dystans do rywala do dwóch partie. Następne dwa frejmy długą grą taktyczną wygrał Michael Wasley, wyrównując 8-8. Po wygranej Dinga w kolejnej partii, przy stanie 9-8 przerwano mecz, by wznowić go po zakończeniu pierwszego z meczów sesji wieczornej. Po wieczornym wznowieniu rozgrywki Anglik breakiem 103-punktowym szybko doprowadził do wyrównania. O awansie do następnej rundy miała zdecydować ostatnia partia, którą po długiej grze i dość szczęśliwym wbiciu wygrał Michael Wasley, eliminując tym samym jednego z głównych faworytów do końcowego triumfu. Mecz zakończył się wynikiem 10-9 dla Michaela Wasleya.
Wyniki meczu:
- sesja I: 70-56 (53), 37-71 (63), 10-75, 104 (70)-34, 41-73 (57), 64-40, 136 (136)-0, 109 (65)-6, 71-5
- sesja II: 31-62, 0-135 (135), 0-69, 79 (73)-57, 69 (64)-38, 34-60, 45-62, 67-23, 0-103 (103), 53-74

#### Mark Selby – Michael White
Pierwsza sesja tego pojedynku została rozegrana 21 kwietnia w sesji porannej. Pierwsze trzy partie wygrał Mark Selby na co Michael White odpowiedział wygrywając czwartego frejma w wyniku czego zawodnicy schodzili na regulaminową przerwę przy wyniku 3-1 dla Anglika. Po przerwie Selby dołożył kolejne dwie partie prowadząc w tym momencie 5-1. Jednak Walijczyk wtedy odżył i wygrał ostatnie trzy odsłony ich pojedynku. Pierwsza sesja zakończyła się wynikiem 5-4 dla Anglika.
Druga sesja została rozegrana tego samego dnia w sesji wieczornej. Selby rozpoczął meczu wygrywając trzy partie przed regulaminową przerwą oddając rywalowi tylko jednego frejma. Tym samym zawodnicy schodzili na przerwę przy wyniku 8-5 dla Marka Selby’ego. White po powrocie z przerwy wyraźnie polepszył swoją grę doprowadzając do remisu 8-8. W partii siedemnastej doszło do kontrowersji, gdy Selby myśląc, że ma wolną bilę składał się do różowej, podczas gdy powinien uderzać inną bilę. Po zagraniu sędzia odgwizdał faul, jednak mimo to Selby wygrał tę partię i wyszedł na prowadzenie 9-8. Jednak niemal natychmiast nastąpiła odpowiedź White, który wygrywając frejma, doprowadził do kolejnej równowagi i stanu 9-9. Ostatnia, dziewiętnasta partia, w której lepszym i skuteczniejszym zawodnikiem okazał się Mark Selby, zakończyła cały pojedynek wynikiem 10-9 dla Selby’ego.
Wyniki meczu:
- sesja I: 95 (88)-7, 66 (57),-25, 69-33, 33-84, 94 (78)-13, 88 (63)-1, 36-94, 13-68, 26-92
- sesja II: 111 (74)-10, 85 (68)-0, 93 (51)-1, 50-72, 40-71, 46-61, 5-68 (62), 71-38, 37-80, 95 (57)-4

#### Allister Carter – Xiao Guodong
Pierwsza część pojedynku Allistera Cartera z Xiao Guodongiem miała miejsce w sesji wieczornej, 19 kwietnia. Pierwszą partię na swoją korzyść zapisał Carter, jednak odpowiedź Xiao była natychmiastowa; wygrał drugiego frejma doprowadzając do remisu 1-1. Dwie kolejne partie jednak wygrał Carter, który na przerwę schodził prowadząc w całym spotkaniu 3-1. Po przerwie Carter wyszedł na 3-frejmowe prowadzenie. W dwóch kolejnych partiach zwyciężył Xiao Guodong, ustalając tym samym wynik spotkania na 4-3 dla Cartera. W ósmej partii, która zakończyła się na bili czarnej, obaj zawodnicy mieli wiele szans na wygranie partii; ostatecznie zwyciężył Xiao, doprowadzając do remisu 4-4. Ostatniego frejma pierwszej sesji spotkania wygrał po długiej rozgrywce Allister Carter. Ta sesja zakończyła się jego prowadzeniem 5-4.
Drugą sesję rozegrano w sesji popołudniowej drugiego dnia turnieju, 20 kwietnia. Od samego początku tej sesji obaj zawodnicy przystąpili do ataku. Dwie pierwsze partie należały do Xiao, na co Carter odpowiedział również wygraniem dwóch frejmów, dzięki czemu schodził on na przerwę, prowadząc 7-6. Pierwsza partia po regulaminowej przerwie należała do Xiao Guodonga, jednak natychmiast odpowiedział Anglik wygrywając kolejnego frejma. Czternastą partię tego spotkania, mimo 56-punktowego breaka Allistera Cartera, wygrał Xiao. Ostatnie dwie partie tego spotkania zdecydowanie zdominował jednak Allister Carter, nie dając przeciwnikowi wbić nawet ani jednej bili. Rozstrzygnął tym samym spotkanie na swoją korzyść wynikiem 10-8.
Wyniki meczu:
- sesja I: 92-6, 0-66 (62), 66 (52)-0, 66-27, 77 (56)-16, 20-64 (59), 3-73 (73), 56-68 (52), 71-43
- sesja II: 35-79 (54), 2-65, 82 (81)-0, 72-32, 16-71 (70), 73 (55)-11, 59 (59)-69 (69), 80 (80)-0, 79-0

#### John Higgins – Alan McManus
Pierwsza sesja tego pojedynku została rozegrana trzeciego dnia turnieju, 21 kwietnia, w sesji popołudniowej. Czterokrotny mistrz świata, John Higgins, rozpoczął mecz wygrywając inaugurującą partię. Jednak Alan McManus popisał się imponującym wyczynem wygrywając sześć kolejnych frejmów. Higgins wygrywając dwie ostatnie partie sesji zmniejszył wprawdzie stratę do swojego rodaka, lecz mimo to pierwsza sesja zakończyła się prowadzeniem Alana McManusa 6-3.
Druga sesja została rozegrana dnia następnego w sesji porannej. W pierwszej partii tej sesji, po ponad 40-minutowej rozgrywce triumfował Alan McManus. Do tego dołożył jeszcze zwycięstwo w następnej partii wychodząc na pięciofrejmowe prowadzenie. Następną partię wygrał już Higgins, zmniejszając stratę. Ostatnią partię przed regulaminową przerwą wygrał McManus, który prowadził, schodząc na regulaminową przerwę 9-4. Kolejne trzy partie po przerwie wygrał John Higgins, doprowadzając do wyniku 9-7. Siedemnasta partia okazała się ostatnią w całym spotkaniu, bowiem lepszym zawodnikiem okazał się Alan McManus, który zwyciężył w całym spotkaniu 10-7.
Wyniki meczu:
- sesja I: 62-50, 18-94 (87), 8-71, 40-77, 8-65, 45-77, 49-74 (74), 80 (80)-0, 76 (57)-4
- sesja II: 10-57, 42-88 (88), 60 (54)-52, 0-77 (61), 125 (111)-0, 73 (67)-43, 98 (94)-0, 46-64

#### Stuart Bingham – Ken Doherty
Pierwszą sesję spotkania tych dwóch zawodników rozegrano w sesji porannej 19 kwietnia. W pierwszych trzech partiach tego spotkania zwyciężył Stuarta Binghama, jednak w czwartej lepszym zawodnikiem okazał się Ken Doherty, w wyniku czego zawodnicy schodzili na regulaminową przerwę przy wyniku 3-1 dla Binghama. Druga część tej sesji również była wyrównana; nie brakowało wyrównanych, zaciętych frejmów rozstrzyganych na ostatnich bilach a wygrywających brejków było niewiele. Niemalże w każdej partii Doherty miał swoje szanse na wygranie breaka, jednak nie zawsze był w stanie je wykorzystać. Cała sesja zakończyła się prowadzeniem Binghama 5-4.
Druga sesja tego pojedynku została rozegrana następnego dnia, także w sesji porannej. Od samego początku drugiej części spotkania dominował Ken Doherty wygrywając wszystkie cztery partie przed regulaminową przerwą, na którą zawodnicy schodzili przy wyniku 8-4 dla Dohertego. Po przerwie Doherty szybko zakończył mecz wygrywając dwie kolejne partie, które były mu potrzebne do awansu do najlepszej szesnastki turnieju. O całkowitej dominacji Irlandczyka mogą świadczyć 4 podejścia 50-60 breakowe na co Anglik zdołał odpowiedzieć zaledwie dwoma breakami powyżej 20 punktów, oraz również to, że w drugiej sesji Bingham nie wygrał nawet partii. Całe spotkanie zakończyło się zwycięstwem Kena Dohertego 10-5.
Wyniki meczu:
- sesja I: 74-40, 91 (85)-0, 57-49, 51-74 (66), 53-78, 56-25, 16-91 (91), 63-52, 37-70
- sesja II: 51-68, 11-79 (55), 28-106 (60), 20-67, 0-83 (57), 30-73 (60)

#### Judd Trump – Tom Ford
Pierwsza sesja tego pojedynku została rozegrana czwartego dnia turnieju, 22 kwietnia, w sesji popołudniowej. Na początku spotkania zawodnicy wygrywali frejmy naprzemiennie. Pierwszy na prowadzenie wysunął się Judd Trump, później zaś wyrównał Tom Ford. Trzecią partię wygrał Trump wbijając jedynego breaka powyżej 50 punktów w pierwszej sesji. Czwartą partię z kolei wygrał Ford. Zawodnicy schodzili na przerwę przy remisie 2-2. Pierwszą i drugą partię po powrocie do stołu wygrał Judd Trump. Kolejne dwie odsłony pojedynku również rozstrzygnięte zostały na korzyść Trumpa. Ostatecznie pierwsza sesja zakończyła się prowadzeniem 6-2 Judda Trumpa.
Druga sesja pojedynku została rozegrana następnego dnia w sesji porannej. Już na początku sesji Tom Ford zaczął odrabiać straty z poprzedniego dnia i pierwsze dwie partie wygrał bez większych problemów. Trzecia partia została wygrana przez Trumpa po długiej rozgrywce taktycznej. Ostatnią partię przed regulaminową przerwą wygrał Ford doprowadzając tym samym do remisu 6-6. Po przerwie Trump wygrał kolejną partię, ale Ford znowu doprowadził do remisu. Taka sytuacja powtórzyła się w kolejnych dwóch partiach. Dopiero przy wyniku 8-8 Trump przystąpił do zdecydowanego ataku; wygrał dwie partie z rzędu kończąc tym samym mecz, wygrywając 10-8.
Wyniki meczu:
- sesja I: 72-40, 62-74, 87 (62)-31, 57-72, 66-59, 60-53, 85-30, 61-47
- sesja II: 0-73, 4-111 (65), 61-52, 48-61,  72 (72)-0, 34-92 (76), 0-83 (56), 71-30, 60-27

#### Stephen Maguire – Ryan Day
Pierwsza sesja tego spotkania rozegrana została pierwszego dnia turnieju, 19 kwietnia, podczas sesji popołudniowej. W pierwszej części tej sesji Stephen Maguire był bardzo niedokładny. Zaczął wprawdzie dość równo w stosunku do przeciwnika, najpierw zapewniając sobie zwycięstwo w pierwszym frejmie 70-punktowym podejściem. Później nastąpiła mocna odpowiedź Ryana Daya w postaci breaka w wysokości 130 punktów. W trzeciej partii Maguire znów skompletował wygrywającego breaka, ale w kolejnej partii nastąpiła odpowiedź Daya, który przed przerwą doprowadził do remisu 2-2. Po przerwie inicjatywę w meczu w całości przejął Ryan Day, który wygrał cztery kolejne partie. Ostatnią partię w tej części meczu wygrał Maguire, który tym samym ustalił wynik tej sesji na 6-3 dla Ryana Daya.
Druga sesja została rozegrana następnego dnia w sesji wieczornej. Pierwsze partie były wyrównane; obaj zawodnicy wygrali po dwa frejmy i schodzili na przerwę przy prowadzeniu Ryana Daya 8-5. Po przerwie Maguire wygrał partię kompletując 134-punktowego breaka. Kolejna partia była jednak odpowiedzią Walijczyka, który podejściem 61-punktowym wyszedł na prowadzenie 9-6. Kolejne trzy partie z kolei były atakami Maguire’a, który wygrał trzy następne frejmy, doprowadzając do dziewiętnastej, decydującej partii. Na jej początku jako pierwszy zapunktował Day wbijając 16 punktów, potem z kolei swojej szansy nie wykorzystał Maguire, wbijając zaledwie 18 punktów. Następne podejście do stołu Ryana Daya było już ostatnim w całym tym spotkaniu, gdyż zakończył partię 92-punktowym podejściem, co dało mu awans do następnej rundy po wygraniu całego meczu 10-9.
Wyniki meczu:
- sesja I: 76 (71)-32, 0-134 (130), 100 (75)-36, 21-57, 3-75 (65), 12-68 (61), 64-71, 15-66, 71-6
- sesja II: 75-64, 28-58, 15-79 (69), 71 (56)-56, 134 (134)-0, 0-91 (60), 68 (58)-35, 74 (74)-0, 91 (91)-0, 18-108 (92)

#### Mark Allen – Michael Holt
Pierwsza sesja tego pojedynku została rozegrana czwartego dnia mistrzostw, 22 kwietnia, w sesji wieczornej. Pierwszą partię wygrał Mark Allen. W drugiej partii doszło do niecodziennej sytuacji, bowiem Michael Holt skutecznie wyszedł ze snookera dopiero za 10 próbą i ostatecznie wygrał tę partię. W trzeciej partii znowu triumfował Anglik, jednak cała partia rozstrzygnęła się dopiero na różowej bili. Czwarty frejm to pewna wygrana 70-punktowym podejściem Irlandczyka z Północy, który w ten sposób doprowadził do remisu 2-2 przed regulaminową przerwą. Po przerwie wygrał kolejnego frejma wychodząc na prowadzenie. W szóstej odsłonie pojedynku Allen również był bliski wygrania partii, ale po dużej ilości błędów taktycznych, które popełnił, ostatecznie ją przegrał. W partii siódmej sytuacja się powtórzyła. Natomiast w partii ósmej sytuacja się odwróciła; mimo że Holt zbudował 52-punktowego brejka, to i tak tę partię przegrał. Ostatnia partia sesji okazała się zwycięska dla Marka Allena, który podejściami 52- i 65-punktowymi wygrał ją, tym samym ustalając wynik meczu po pierwszej sesji 5-4.
Druga sesja została rozegrana następnego dnia w sesji wieczornej. W tej części spotkania zdecydowanie lepszym zawodnikiem okazał się Mark Allen, który wygrał wszystkie cztery partie przed przerwą, doprowadzając do prowadzenia w spotkaniu 9-4. Po powrocie do stołu wygrał czternastego frejma breakiem 65-punktowym, który okazał się ostatnim w tym pojedynku. Ostatecznie Mark Allen wygrał całe spotkanie wynikiem 10-4.
Wyniki meczu:
- sesja I: 72 (72)-4, 44-105 (98), 51-72, 98 (70)-5, 97 (61)-4, 56 (54)-59, 61 (61)-67, 70-52 (52), 117 (52, 65)-0
- sesja II: 55-30, 51-38, 59-39, 67-4, 69 (65)-22

#### Neil Robertson – Robbie Williams
Pierwsza sesja została rozegrana piątego dnia turnieju, 23 kwietnia w sesji wieczornej. Neil Robertson już w pierwszej partii popisał się dwoma breakami 50+. W drugiej partii za sprawą 132-punktowego breaka zwyciężył Robertson. Trzeci frejm zaś okazał się zwycięski dla debiutanta w Crucible Theatre, Robbiego Williamsa. Ostatnią partię przed przerwą wygrał Robertson, który na przerwę schodził prowadząc 3-1. Po przerwie Australijczyk wygrał cztery kolejne frejmy wychodząc na prowadzenie 7-1. Ostatniego frejma wygrał natomiast Williams, który zmniejszył nieco swoją stratę do Robertsona, który po pierwszej sesji prowadził w meczu 7-2.
Wobec tak ogromnej przewagi Robertsona, druga sesja, którą rozegrano 24 kwietnia w sesji wieczornej, miała trwać dość krótko. Robertson wygrał trzy kolejne partie (wbijając breaki 140- i 102-punktowe), które były mu potrzebne do zakończenia meczu i awansu do kolejnej rundy. Ostatecznie Australijczyk wygrał spotkanie wynikiem 10-2.
Wyniki meczu:
- sesja I: 129 (52,77)-8; 132(132)-0; 49-63; 59-19; 69-9; 132(55,63)-5; 103(103)-0; 52-42; 50-72;
- sesja II: 61(61)-51(51); 144(140)-0; 102(102)-0

### Runda 2

#### Ronnie O’Sullivan – Joe Perry
Mecz ten rozpoczął się 24 kwietnia w sesji wieczornej. Od początku spotkania lepszym zawodnikiem w meczu okazał się Joe Perry, który wygrał pierwszą, trzecią i czwartą partię. Do przerwy prowadził więc 3-1. Po wznowieniu gry wygrał kolejną partię. W szóstej partii, breakiem 117-punktowym zwyciężył Ronnie O’Sullivan, który wygrał także następnego frejma. Ostatnią partię tej sesji wygrał Joe Perry, który po rozegraniu pierwszej sesji prowadził nad obrońcą tytułu 5-3.
Druga sesja została rozegrana następnego dnia w sesji popołudniowej. Pierwsza część sesji zakończyła się wynikiem 2-2 dzięki czemu Joe Perry utrzymał swoją dwu-frejmową przewagę, i prowadził 7-5. Pierwszą partię po przerwie wygrał O’Sullivan, kolejne dwie zaś zwycięskie dla Perry’ego. O’Sullivan wygrał ostatnią partię tej sesji zmniejszając przewagę rywala. Ostatecznie po rozegraniu drugiej sesji Perry prowadził 9-7.
Trzecia, finałowa sesja pojedynku tych dwóch zawodników rozegrana została w sobotę, 26 kwietnia w sesji porannej. Przed przerwą obaj snookerzyści wygrywali frejmy naprzemiennie w efekcie czego Perry utrzymał swoją przewagę nad przeciwnikiem, prowadząc 11-9. Po przerwie gra O’Sullivana uległa znacznemu polepszeniu, bowiem najpierw za sprawą breaków 53- i 52-punktowych zwyciężył dwa kolejne frejmy, doprowadzając do wyrównania stanu meczu 11-11, by w dwóch kolejnych partiach breakami 124- i 113-punktowymi zakończyć całe spotkanie, wygrywając z Joe Perrym 13-11.
Wyniki meczu:
- sesja I :0-106, 97 (58)-0, 0-63 (57), 0-87 (82), 36-70 (55), 129 (117)-0, 111 (75)-24, 0-99 (99)
- sesja II: 93 (93)-7, 15-77 (68), 22-111, 97 (66)-0, 71-64 (63), 1-94 (88), 0-73 (73), 68-38
- sesja III: 87-16, 44-53, 82 (82)-0, 39-81, 101 (53)-0, 68 (52)-42, 124 (124)-0, 113 (113)-0

#### Shaun Murphy – Marco Fu
Pierwsza sesja została rozegrana 27 kwietnia w sesji porannej. Przed regulaminową przerwą zawodnicy wygrywali frejmy naprzemienne i schodzili na przerwę przy remisie 2-2. Po przerwie pierwszą partię wygrał Shaun Murphy, dwie kolejne jednak zwyciężył Marco Fu, który w jednej z nich wbił 109 punktów w jednym podejściu. Ostatnią partię sesji wygrał Anglik dzięki czemu pierwsza sesja tego spotkania zakończyła się remisem 4-4.
Druga sesja została rozegrana tego samego dnia w sesji wieczornej. Pierwsze cztery partie z rzędu wygrał Anglik, ostatnią z nich breakiem 102-punktowym. W rezultacie takiego przebiegu spotkania schodząc na przerwę Murphy prowadził 8-4. Po przerwie Fu wygrał dwie partie zmniejszając nieco straty do rywala. Kolejną partię wygrał Anglik, dzięki umocnił się na pozycji lidera w tym spotkaniu, prowadząc 9-6. Ostatnią partię drugiej sesji, a szesnastą w całym spotkaniu, breakiem 136-punktowym, wygrał reprezentant Hongkongu. Ostatecznie sesja ta skończyła się prowadzeniem Shauna Murphy’ego 9-7.
Trzecia, ostatnia sesja tego meczu rozegrana została 28 kwietnia w sesji wieczornej. Trzy początkowe frejmy tej sesji wygrał Shaun Murphy (pierwszy z nich breakiem 69-punktowym, zaś trzeci 75-punktowym), powiększając swoją przewagę nad przeciwnikiem do stanu 12-7. W czwartej partii breakiem 92-punktowym zwyciężył Marco Fu, w wyniku czego zawodnicy schodzili na regulaminową przerwę przy prowadzeniu Murphy’ego 12-8. Pierwsza partia po przerwie, a dwudziesta pierwsza w meczu okazała się ostatnią w całym spotkaniu, bowiem za sprawą breaka w wysokości 66 punktów wygrał ją Shaun Murphy, ostatecznie zwyciężając w całym spotkaniu 13-8 i awansując do ćwierćfinału.
Wyniki meczu:
- sesja I: 56-63, 71-31, 70 (50)-71, 72-60 (54), 76 (50)-1, 56 (56)-70 (69), 8-109 (109), 67 (61)-1
- sesja II: 95 (67)-1, 88 (50)-0, 65-36, 103 (102)-0, 30-76, 59 (59)-68 (61), 71-28, 0-136 (136)
- sesja III: 77 (69)-27, 69-55, 79 (75)-11, 1-92 (92), 81 (66)-22

#### Barry Hawkins – Ricky Walden
Pierwsza część pojedynku tych dwóch zawodników rozegrana została 25 kwietnia, w sesji porannej. Spotkanie to lepiej zaczął Barry Hawkins, który wyszedł na prowadzenie 3-0 mimo tego, iż w żadnej z wygranych przez siebie partii nie przekroczył 50 punktów w podejściu. Ostatniego frejma przed przerwą, po szarpanej grze, zdołał w końcu wygrać Ricky Walden. Po przerwie dwa kolejne frejmy wygrał również Walden, który tym samym doprowadził do remisu 3-3. Obaj Anglicy wygrali jeszcze po jednej partii, dzięki czemu po pierwszej sesji rozdzielił ich remis 4-4.
Druga sesja pojedynku tych dwóch zawodników została rozegrana tego samego dnia w sesji wieczornej. Pierwszą partię, dzięki 55-punktowemu breakowi wygrał Hawkins. Jednak Ricky Walden wygrał kolejne trzy partie przed przerwą wbijając w nich breaki 109- i 81-punktowe, dzięki czemu schodząc na przerwę prowadził 7-5. Po przerwie Walden wygrał dwie kolejne partie, w czym pierwszą z nich breakiem 112-punktowym. Dwa ostatnie frejmy tej sesji zwyciężył Hawkins, breakami kolejno 87- i 53-punktowymi. Ostatecznie po rozegraniu drugiej sesji Ricky Walden prowadził 9-7.
Trzecia, ostatnia część tego spotkania rozegrana została 26 kwietnia, w sesji popołudniowej. Początkowo pojedynek tych zawodników był wyrównany Najpierw Hawkins odrobił część strat wygrywając partię breakiem 104-punktowym, potem jednak Walden, breakiem 93-punktowym, znów zwiększył dystans do rywala zwyciężając w osiemnastym frejmie. Dwa kolejne frejmy zwycięskie dla Hawkinsa doprowadziły do wyrównania stanu meczu, wobec czego zawodnicy schodzili na przerwę przy remisie 10-10. Po powrocie do stołu znów zaatakował Hawkins, wygrywając partię, i po raz pierwszy od początku drugiej sesji wychodząc na prowadzenie. Kolejną, dwudziestą drugą partię, wygrał Walden, doprowadzając do remisu 11-11. Ostatnie dwie partie, zwycięskie dla Barry’ego Hawkinsa, okazały się ostatnimi w całym spotkaniu. Hawkins pokonał ostatecznie Waldena 13-11 i awansował do ćwierćfinału.
Wyniki meczu:
- sesja I: 79-16, 72-41, 71-41, 21-69, 6-82 (53), 34-48, 76-36, 39-67 (67)
- sesja II: 69 (55)-0, 0-109 (109), 17-81 (81), 46-55, 16-112 (112), 48-64, 92 (87)-7, 63 (53)-42
- sesja III: 104 (104)-0, 6-93 (93), 67-13, 80-1, 64-22, 7-73 (53), 108-1, 76 (61)-1

#### Dominic Dale – Michael Wasley
Pierwsza sesja pojedynku tych dwóch zawodników rozegrany został 26 kwietnia w sesji wieczornej. W meczu tym pierwszą partię breakiem 74-punktowym wygrał Dominic Dale, jednak już w drugim frejmie nastąpiła odpowiedź Michaela Wasleya, który wygrywając partię breakiem 66-punktowym doprowadził do remisu 1-1. Dwie kolejne partie przed przerwą wygrał Dale, który schodził na przerwę prowadząc w meczu 3-1. Po przerwie we wszystkich czterech partiach zwyciężył Dominic Dale, który znacznie powiększył swoją przewagę nad rywalem. Ostatecznie pierwsza część tego meczu zakończyła się prowadzeniem Dale’a 7-1.
Druga sesja została rozegrana następnego dnia w sesji popołudniowej. Pierwsza sesja miała jednostronny przebieg, druga sesja była bardziej wyrównana. Pierwszą partię wygrał Dale ,tym samym odpowiedział młody Anglik. Ostatnie dwie partie przed przerwą wygrał Walijczyk prowadząc tym samym 10-2. Pierwszą partię po przerwie wygrał Wasley, któremu zagrażało to że nie będzie rozgrywana III sesja gdyż nie będzie potrzebna. Tę wersję wydarzeń przybliżył Dale wygrywając kolejną partię. Jednak młody debiutant wygrał przedostatnią partię sesji 108-punktowym breakiem, tym samym doprowadził do rozegrania III sesji. Walijczyk wygrał ostatnią partię sesji, kończąc ją wynikiem 12-4.
Trzecia sesja została rozegrana 28 kwietnia w sesji popołudniowej. Jedyną partię tej sesji po długiej grze taktycznej wygrał Dale, tym samym zakończył on mecz wynikiem 13-4 i awansował do kolejnej fazy turnieju.
Wyniki meczu:
- sesja I: 74 (74)-20, 4-86 (66), 70 (75)-6, 116-4, 75 (59)-20, 79-10, 107 (106)-12, 91-27
- sesja II: 82-23, 56-81 (66), 86 (78)-12, 56-54, 25-60, 89 (89)-0, 5-115 (108), 87 (62)-21
- sesja III: 64-42

#### Mark Selby – Allister Carter
Mecz ten rozpoczął się 24 kwietnia w sesji popołudniowej. W pierwszej partii, breakiem 102-punktowym zwyciężył Allister Carter, jednak trzy kolejne frejmy, do regulaminowej przerwy wygrał Mark Selby, który schodząc na przerwę prowadził 3-1. Po wznowieniu gry wygrał także kolejne dwie partie zwiększając swoje prowadzenie do stanu 5-1. Dwa następne frejmy wygrał Allister Carter (ostatnią breakiem 110-punktowym), dzięki czemu zmniejszył swoją stratę. Jednak pierwsza sesja zakończyła się prowadzeniem Selby’ego 5-3.
Druga sesja tego spotkania miała miejsce w sesji porannej, 25 kwietnia. Pierwszą sesję tego spotkania wygrał Selby, który tym samym powiększył swoją przewagę nad przeciwnikiem do 6-3. W kolejnym frejmie lepszym zawodnikiem okazał się Carter, jednak jedenastą partię tego spotkania wygrał Mark Selby. W ostatniej partii przed przerwą, breakiem 65-punktowym zwyciężył Carter, w wyniku czego po tej części spotkania Selby utrzymał swoje prowadzenie nad Carterem 7-5. Po wznowieniu gry gra Cartera uległa znacznemu pogorszeniu, czego efektem były dwie partie z rzędu Marka Selby’ego i wysokie prowadzenie 9-5. W piętnastej partii tego pojedynku Carter zaatakował i wygrał tę partię. W ostatniej, szesnastej sesji tego meczu, w wyniku faulu popełnionego przez Marka Selby’ego i ogłoszenia "wolnej bili" doszło do sytuacji, gdzie możliwy był break wyższy niż 147 punktów. Jednak Carter zdołał skompletować breaka w wysokości zaledwie 73 punktów, które jak się chwilę później okazało, wystarczyły do wygrania tego frejma. Ostatecznie ta sesja zakończyła się prowadzeniem Marka Selby’ego 9-7.
Trzecia sesja została rozegrana tego samego dnia w sesji wieczornej. Od początku spotkania lepszym zawodnikiem w meczu okazał się Mark Selby, który wygrał pierwsze trzy partie, w wyniku czego na przerwę schodził prowadząc w meczu 12-8. Po wznowieniu gry kolejną partię wygrał Carter. kolejna, dwudziesta pierwsza partia spotkania okazała się ostatnią w całym meczu, bowiem wygrał ją Mark Selby, który wygrywając całe spotkanie 13-8, awansował do ćwierćfinału.
Wyniki meczu:
- sesja I: 11-114 (102), 122 (84)-0, 103-33, 69-62, 85 (50)-20, 83 (58)-0, 16-68, 22-110 (110)
- sesja II: 91 (59)-0, 57-65, 62-48, 0-67 (65), 73-21, 96 (53)-27, 7-91 (51), 44-79 (73)
- sesja III: 69-42, 66-31, 69 (69)-63 (63), 44-78 (57), 54-66, 82-19

#### Alan McManus – Ken Doherty
Pierwsza sesja tego pojedynku została rozegrana 25 kwietnia w sesji porannej. Pierwszą partię tego spotkania wygrał Ken Doherty. Jednak Alan McManus począwszy od drugiej partii przystąpił do ataku, w rezultacie czego zwyciężył w trzech kolejnych partiach (kolejno breakami 69-, 107- i 71-punktowymi), a na przerwę schodził prowadząc 3-1. Po przerwie McManus wygrał jedną partię zwiększając swoją przewagę do stanu 4-1. Dwie ostatnie partie tej sesji wygrał natomiast Irlandczyk i ostatecznie pierwsza sesja tego pojedynku zakończyła się prowadzeniem Alana McManusa 4-3.
Drugą sesję tego spotkania, zawodnicy rozegrali 26 kwietnia w sesji porannej. Pierwsza część tej sesji została zdominowana przez Alana McManusa, który wygrał wszystkie cztery partie przed przerwą (ostatnią z nich breakiem 65-punktowym) i powiększając swoje prowadzenie w meczu do stanu 8-3. Po powrocie z regulaminowej przerwy Szkot wygrał jeszcze dwa frejmy i ustalając wynik spotkania na 10-3. W ostatnich dwóch frejmach tej sesji zwyciężył Ken Doherty, podejmując nawet w ostatnim atak na breaka maksymalnego, zakończonego jednak zaledwie na 88 punktach. Ostatecznie po drugiej sesji meczu, Alan McManus prowadził 10-5.
Trzecia część tego meczu rozegrana została również 26 kwietnia, w sesji wieczornej. Siedemnasty frejm był taktyczną rozgrywką, która rozpoczęła się od niskich breaków; obaj snookerzyści popełniali dużo błędów, ale zwycięsko z tej potyczki wyszedł Irlandczyk doprowadzając do wyniku 10-7 dla McManusa. Taktyczna okazała się także kolejna partia, z której breakiem 67-punktowym, zwycięsko wyszedł Szkot. Czwarta partia sesji, a dziewiętnasta meczu okazała się zwycięska dla Kena Doherty’ego, który odrabiając część strat doprowadził do wyniku 11-8 dla Alana McManusa. Dwie kolejne partie tego spotkania okazały się ostatnimi w całym meczu. Wygrał je Alan McManus zwyciężając ostatecznie w całym pojedynku 13-8.
Wyniki meczu:
- sesja I: 34-51, 77 (69)-1, 123 (107)-5, 75 (71)-24, 63-29, 48-56, 23-64, 62-33
- sesja II: 67-15, 62-25, 86 (65)-0, 70-22, 79 (54)-25, 35-93 (93), 0-88 (88), 29-67
- sesja III: 27-66, 93 (67)-4, 48-58, 78-7, 83 (83)-13

#### Judd Trump – Ryan Day
Pierwsza sesja pojedynku tych dwóch zawodników rozegrana została w sesji popołudniowej 26 kwietnia. W pierwszej partii tego meczu lepszym zawodnikiem okazał się Judd Trump, który wygrał ją breakiem 70-punktowym. Ryan Day odpowiedział jednak od razu, zwyciężając w drugiej partii, doprowadzając tym samym do remisu 1-1. Trzecią partię, mimo dobrego startu Daya udało się wygrać Trumpowi zaledwie dziewięcioma punktami. Ostatnia partia przed przerwą okazała się zwycięska dla Ryana Daya, który wyrównał ponownie stan meczu na 2-2. Po przerwie, w piątym frejmie, przy stanie 64-13 dla Daya, Trump zdołał zmusić rywala do faulu za cztery punkty, a później wbijając wszystkie pozostałe bile wygrał partię zaledwie jednym punktem. Kolejne frejmy były bardzo skuteczną grą Judda Trumpa, który nie oddał już przeciwnikowi ani jednej partii, zamykając tę sesję wynikiem 6-2.
Druga sesja została rozegrana następnego dnia, 27 kwietnia w sesji popołudniowej. Pierwsza część sesji była dość wyrównana, jednak to Ryan Day zwyciężył w trzech z nich (breakiem 107-punktowym w pierwszej partii, breakiem 80-punktowym w partii trzeciej i breakiem 55-punktowym w partii czwartej), a na regulaminową przerwę schodzili przy prowadzeniu Judda Trumpa 7-5. Pierwszą partię po przerwie wygrał Day, który zmniejszył stratę do rywala do jednego frejma. Trzy kolejne partie wygrał jednak Judd Trump, który powiększając swoją przewagę, po drugiej sesji prowadził 10-6.
Trzecia sesja tego meczu rozegrana została dziesiątego dnia turnieju, czyli 28 kwietnia, w sesji wieczornej. Pierwszego frejma tej sesji, a zarazem siedemnastego w całym pojedynku wygrał Ryan Day doprowadzając do wyniku 10-7 dla Trumpa. Trzy kolejne partie okazały się ostatnimi w całym meczu, bowiem wygrane przez Trumpa spowodowały zakończenie całego spotkania, i zwycięstwo Judda Trumpa 13-7.
Wyniki meczu:
- sesja I: 71 (70)-6, 37-69, 72-63 (56), 38-64, 65-64, 76 (76)-14, 76-0, 78 (78)-0
- sesja II: 0-125 (107), 68-25, 1-80 (80), 7-73 (55), 91-6, 69-33, 64 (64)-62 (61), 0-78 (73)
- sesja III: 10-84 (54), 66-47, 101 (54)-21, 69-14

#### Mark Allen – Neil Robertson
Pierwsza sesja została rozegrana 27 kwietnia w sesji porannej. Przed regulaminową przerwą zawodnicy wygrywali frejmy naprzemienne. Ostatnią partię przed przerwą wygrał Allen schodząc na przerwę z remisem 2-2. Po przerwie pierwszą partię wygrał Neil Robertson breakiem 100-punktowym, kolejna jednak okazała się zwycięska dla Marka Allena. Kolejną partię meczu wygrał Australijczyk, jednak Allen odpowiedział zwycięstwem już w następnej partii, w wyniku czego pierwsza sesja tego pojedynku zakończyła się remisem 4-4.
Druga sesja tego meczu została rozegrana tego samego dnia w sesji wieczornej. Przed przerwą, podobnie jak w pierwszej sesji, obaj snookerzyści wygrywali frejmy naprzemiennie w efekcie czego zawodnicy zeszli na regulaminową przerwę z wynikiem 6-6. Po przerwie pierwszą partię brakiem 84-punktowym wygrał Allen. Trzy kolejne jednak wygrał już Australijczyk (w czternastym frejmie wbijając breaka w wysokości 137 punktów). Po zakończeniu drugiej sesji Neil Robertson prowadził w całym spotkaniu 9-7.
Trzecia sesja została rozegrana następnego dnia w sesji popołudniowej. Była ona bardzo jednostronna, bowiem cztery partie z rzędu wygrał Australijczyk wbijając w nich kolejno breaki: 59-, 69-, 94- i 92-punktowy. Tym samym wygrał cały mecz wynikiem 13-7 i awansował do ćwierćfinału.
Wyniki meczu:
- sesja I: 66-43, 0-78 (69), 74 (62)-8, 40-74 (50), 40-100 (100), 92 (92)-0, 60 (56)-62 (55), 82-0
- sesja II: 13-76 (72), 71 (71)-1, 56-63, 81 (77)-0, 84 (84)-27, 0-137 (137), 5-69, 48-68
- sesja III: 28-68 (59), 6-84 (69), 0-94 (94), 0-92 (92)

### Ćwierćfinały

#### Ronnie O’Sullivan – Shaun Murphy
Pierwsza sesja tego pojedynku została rozegrana 29 kwietnia w sesji popołudniowej. Pierwsze dwie partie wygrał Shaun Murphy, w pierwszej z nich wbijając breaka 101-punktowego, jednak kolejne dwie zwycięskie dla Ronniego O’Sullivana spowodowały, że zawodnicy schodzili na przerwę przy remisie 2-2. Po przerwie wszystkie partie wygrał O’Sullivan, w ostatniej z nich wbijając breaka 136-punktowego. Po rozegraniu pierwszej sesji Ronnie O’Sullivan prowadził nad Shaunem Murphym 6-2.
Druga sesja została rozegrana następnego dnia w sesji porannej. Dwie pierwsze partie wygrał obrońca tytułu mistrzowskiego, Ronnie O’Sullivan. Murphy zdołał odpowiedzieć jedną partią, wygrywając trzeciego frejma tej sesji. Ostatniego frejma przed przerwą, breakiem 118-punktowym wygrał O’Sullivan, i schodząc na regulaminową przerwę prowadził 9-3. Po przerwie cztery z rzędu partie wygrał Ronnie O’Sullivan. Ostatecznie nie było potrzeby rozgrywania trzeciej sesji tego pojedynku, gdyż Ronnie O’Sullivan wygrał cały mecz w dwóch sesjach wynikiem 13-3.
Wyniki meczu:
- sesja I: 0-101 (101), 5-83 (59), 67-64, 63-28, 131 (72)-0, 67 (54)-58, 94 (94)-5, 136 (136)-0
- sesja II: 79 (63)-9, 64-48, 44-60, 118 (118)-1, 65 (59)-54 (54), 67-46, 70-1, 106 (68)-0

#### Barry Hawkins – Dominic Dale
Pierwsza sesja została rozegrana 29 kwietnia w sesji porannej. Pierwsze dwie partie, breakami powyżej 50 punktów wygrał ówczesny wicemistrz świata, Barry Hawkins. Walijczyk odpowiedział wygrywając trzecią partię i zmniejszając przewagę przeciwnika. Hawkins wygrał ostatniego frejma przed przerwą, na którą schodził prowadząc 3-1. Po przerwie wygrał także kolejną, piątą partię tego spotkania. Kolejną partię wygrał Dominic Dale, doprowadzając do stanu meczu 4-2. Ostatnie dwie partie tej sesji wygrał Barry Hawkins, wbijając w pierwszej z nich breaka 134-punktowego. Po rozegraniu tej sesji Barry Hawkins prowadził w całym spotkaniu 6-2.
Druga sesja tego pojedynku została rozegrana tego samego dnia, w sesji wieczornej. Pierwszą partię wygrał Walijczyk lecz kolejne trzy z rzędu wygrał już Barry Hawkins. W wyniku takiego stanu rzeczy, zawodnicy schodzili na przerwę przy prowadzeniu Hawkinsa 9-3. Partie, które zostały rozegrane po przerwie, zawodnicy wygrywali naprzemiennie. Po zakończeniu drugiej sesji pojedynku tych dwóch zawodników, Barry Hawkins prowadził 11-5.
Trzecia sesja została rozegrana następnego dnia, 30 kwietnia, w sesji popołudniowej. Wszystkie partie przed przerwą wygrał Dominic Dale, lecz mimo to schodząc na przerwę nadal przegrywał z Hawkinsem 9-11. Po przerwie Dale wygrał kolejne trzy partie z rzędu (razem siedem partii z rzędu w jednej sesji) wychodząc po raz pierwszy w meczu na prowadzenie 12-11. W kolejnej, dwudziestej czwartej partii zdołał wyrównać 12-12. O awansie do półfinału przesądziła ostatnia, decydująca partia, w której zwyciężył Barry Hawkins wygrywając całe spotkanie 13-12.
Wyniki meczu:
- sesja I: 80 (68)-4, 91 (63)-31, 44-69, 118 (78)-0, 82 (81)-8, 30-90, 64-54, 138 (134)-12
- sesja II: 0-70 (69), 71-20, 76-30, 92 (92)-0, 58 (58)-71, 89 (88)-27, 5-70 (61), 76 (67)-53 (53)
- sesja III: 0-76 (75), 25-88 (65), 12-65 (64), 10-94, 11-96 (61), 34-64, 33-67 (52), 66 (66)-0, 70 (65)-0

#### Mark Selby – Alan McManus
Pierwsza sesja tego pojedynku została rozegrana 29 kwietnia w sesji porannej. Pierwsze dwie partie wygrał Mark Selby, jednak w dwóch kolejnych zwyciężył Alan McManus, w rezultacie czego zawodnicy na przerwę schodzili remisując 2-2. Po przerwie McManus wygrał kolejną partię wychodząc na prowadzenie 3-2. Kolejne, a zarazem trzy ostatnie partie wygrane zostały przez Selby’ego, który na koniec pierwszej sesji tego meczu prowadził 5-3.
Druga sesja tego meczu została rozegrana tego samego dnia, w sesji wieczornej. Trzy partie z czterech przed regulaminową przerwą wygrał Mark Selby, który powiększył swoją przewagę nad przeciwnikiem, i schodząc na przerwę prowadził 8-4. Pierwszą partię po przerwie wygrał Szkot, zaś kolejne cztery partie z rzędu wygrał Mark Selby, kończąc tym samym drugą sesję tego meczu prowadząc 12-4.
Trzecia sesja została rozegrana 30 kwietnia w sesji porannej. Alan McManus breakiem 69-punktowym wygrał pierwszą partię> Druga partia tej sesji okazała się ostatnią w całym spotkaniu, bowiem wygrał ją Mark Selby kończąc tym samym całe spotkanie zwyciężając 13-5 i awansując tym samym do półfinału.
Wyniki meczu:
- sesja I: 73-0, 70-46, 72-84 (52), 6-81 (74), 38-69, 110 (110)-11, 65-34, 92 (86)-8
- sesja II: 76-48, 87 (87)-0, 71-44, 31-74, 58-0, 109 (109)-0, 75 (74)-0, 52-10
- sesja III: 0-69 (69), 69-26

#### Judd Trump – Neil Robertson
Pierwsza sesja została rozegrana 29 kwietnia w sesji popołudniowej. Pierwszą partię meczu wygrał Neil Robertson, jednak w trzech następnych skuteczniejszym zawodnikiem okazał się Judd Trump, który schodząc na przerwę prowadził 3-1. Po przerwie wygrał kolejne dwie partie z rzędu w jednej z nich kompletując breaka 107-punktowego. Przedostatnią partię sesji wygrał Robertson, natomiast ostatnią, breakiem 117-punktowym, Judd Trump, który po zakończeniu sesji pierwszej prowadził 6-2.
Druga sesja została rozegrana następnego dnia w sesji popołudniowej. Dwa pierwsze frejmy sesji wygrał Australijczyk, odrabiając część strat do przeciwnika. Trump wygrał trzecią partię breakiem 57-punktowym, zaś ostatnią partię przed przerwą wygrał Neil Robertson schodząc na przerwę przy prowadzeniu Trumpa 7-5. Po przerwie Robertson wygrał kolejną partię. Dwa następne pojedynki wygrał Anglik kolejno breakami 50- i 57-punktowymi. Ostatnią partię sesji wygrał Neil Robertson. Ostatecznie po rozegraniu drugiej sesji pojedynku, Judd Trump prowadził w meczu 9-7.
Trzecia sesja pojedynku tych dwóch zawodników została rozegrana tego samego dnia w sesji wieczornej. Pierwszego frejma sesji wygrał Australijczyk, zaś kolejne dwa wygrane zostały przez Trumpa. Ostatnią partię przed przerwą znowu wygrał Robertson, w wyniku czego schodząc na przerwę przegrywał z Trumpem 9-11. Po przerwie Australijczyk wygrał cztery partie z rzędu. W szóstej partii tej sesji, a zarazem dwudziestej pierwszej całego spotkania, wbił breaka w wysokości 101 punktów, który to break, stał się setnym breakiem powyżej stu punktów wbitym przez jednego zawodnika w jednym sezonie. Mecz ostatecznie zakończył się zwycięstwem Neila Robertsona 13-11.
Wyniki meczu:
- sesja I: 3-59, 64 (63)-19, 77-0, 68-49, 111 (107)-1, 76 (60)-35, 49-63, 117 (117)-12
- sesja II: 20-73, 13-65, 91 (57)-0, 32-68, 22-82 (61), 67 (50)-32, 77 (57)-43, 19-92 (52)
- sesja III: 53-61, 74-14, 69 (55)-9, 31-69, 1-70 (70), 0-101 (101), 0-68, 35-65

### Półfinały

#### Ronnie O’Sullivan – Barry Hawkins
Pierwsza sesja tego meczu została rozegrana 1 maja w sesji popołudniowej. Pierwszą sesję wygrał Ronnie O’Sullivan, Barry Hawkins zaś wygrał dwa kolejne frejmy. O’Sullivan wygrał ostatnią partię przed przerwą schodząc na nią z remisem 2-2. Po przerwie cztery partie z rzędu wygrał Ronnie O’Sullivan, przedostatnią z nich breakiem 108-punktowym. Na zakończenie pierwszej sesji O’Sullivan prowadził w meczu z Hawkinsem 6-2.
Druga sesja została rozegrana 2 maja w sesji porannej. Wszystkie cztery partie przed regulaminową przerwą wygrał ówczesny mistrz świata, Ronnie O’Sullivan, w dwóch z nich wbijając breaki stupunktowe (112 i 106 punktów). Schodząc na regulaminową przerwę prowadził 10-2. Po przerwie dwie partie z rzędu wygrał Barry Hawkins zmniejszając nieco stratę do swojego przeciwnika. Kolejną partię wygrał O’Sullivan natomiast w ostatnim frejmie sesji drugiej, a szesnastej całego spotkania zwyciężył Barry Hawkins. Po rozegraniu drugiej sesji, Ronnie O’Sullivan prowadził 11-5.
Trzecia sesja tego pojedynku została rozegrana 3 maja w sesji wieczornej. Pierwsza część spotkania była wyrównana, i zawodnicy naprzemiennie wygrywali kolejne frejmy, a na regulaminową przerwę schodzili przy prowadzeniu O’Sullivana 13-7. Po przerwie cztery partie z rzędu wygrał ówczesny mistrz świata, Ronnie O’Sullivan (pierwszą z nich breakiem 103-punktowym), dzięki czemu bez potrzeby rozgrywania czwartej sesji wygrał mecz wynikiem 17-7 i awansował do finału.
Wyniki meczu:
- sesja I: 98 (63)-4, 6-123 (96), 35-78 (76), 65-57, 80 (80)-14, 70-40, 108 (108)-5, 59-10
- sesja II: 83 (83)-8, 96 (53)-1, 129 (112)-0, 106 (106)-14, 35-67, 47-65, 82-31, 10-106 (106)
- sesja III: 82 (76)-23, 32-65, 126 (55)-7, 8-83 (67), 118 (103)-5, 84 (84)-0, 83-9, 66-12

#### Mark Selby – Neil Robertson
Pierwsza sesja pojedynku tych dwóch zawodników została rozegrana 1 maja w sesji wieczornej. Pierwszą partię, breakiem 65-punktowym wygrał Mark Selby. Kolejne dwa z rzędu frejmy wygrał Neil Robertson. Ostatnią partię przed przerwą, kompletując breaka w wysokości 133 punktów wygrał Selby doprowadzając do remisu 2-2. Po przerwie dwie partie z rzędu wygrał Mark Selby, wychodząc na prowadzenie 4-2. Ostatnią partię sesji wygrał Robertson, który po zakończeniu pierwszej części pojedynku przegrywał z Selbym 3-5.
Druga sesja tego pojedynku została rozegrana następnego dnia w sesji popołudniowej. Pierwsze dwie partie wygrał Australijczyk doprowadzając tym samym do remisu 5-5. Kolejne dwie partie i zarazem ostatnie partie przed przerwą wygrał Selby, który schodząc na przerwę prowadził 7-5. Po powrocie do stołu pierwszą partię wygrał Robertson, natomiast w kolejnych dwóch lepszym okazał się Anglik. Ostatnią partię drugiej sesji wygrał Australijczyk zmniejszając swoją stratę do wyniku 7-9.
Trzecia sesja została rozegrana 3 maja w sesji porannej. Pierwszą partię sesji, breakiem 104-punktowym, wygrał Mark Selby, natomiast kolejne trzy frejmy wygrał Neil Robertson, doprowadzając tym samym przed przerwą do remisu 10-10. Po przerwie dwie partie z rzędu wygrał Selby, natomiast Australijczyk po raz drugi podczas tej sesji doprowadził do remisu 12-12 wygrywając ostatnie dwie partie sesji.
Czwarta decydująca sesja została rozegrana tego samego dnia w sesji wieczornej. Pierwszą partię wygrał Australijczyk, natomiast dwie kolejne Selby (pierwszą z nich breakiem 79-punktowym). Ostatnią partię przed przerwą wygrał Neil Robertson, doprowadzając tym samym do wyrównania 14-14. Po przerwie dwie partie z rzędu wygrał Anglik wychodząc na prowadzenie 16-14. Kolejną partię, breakiem 108-punktowym, wygrał Robertson zmniejszając stratę do rywala. Kolejna, trzydziesta druga partia tego spotkania okazała się ostatnią w całym meczu, bowiem wygrana przez Selby’ego zakończyła cały mecz jego zwycięstwem 17-15 i awansem do finału.
Wyniki meczu:
- sesja I: 65 (65)-1, 55 (54)-61, 41-75, 138 (133)-0, 88-34, 71-21, 119 (72)-1, 0-130 (130)
- sesja II: 25-103, 3-119 (113), 73 (53)-32, 66-24, 8-91 (72), 88-26, 73 (64)-20, 53 (53)-61 (61)
- sesja III: 119 (104)-1, 0-94 (85), 48-80, 32-77, 73 (73)-36, 66-31, 42-79 (64), 8-77 (40)
- sesja IV: 11-75 (74), 79 (79)-47, 78-29, 0-85 (53), 84 (77)-1, 74 (54)-29, 14-108 (108), 74 (74)-1

### Finał

#### Ronnie O’Sullivan – Mark Selby
Pierwsza sesja finałowego pojedynku Mistrzostw Świata w Snookerze 2014 została rozegrana 4 maja w sesji popołudniowej. Pierwsze trzy partie z rzędu wygrał Ronnie O’Sullivan (pierwszą breakiem 69-punktowym, trzecią zaś 102-punktowym). Czwartą partię meczu finałowego wygrał natomiast Mark Selby, który na przerwę schodził przegrywając 1-3. Po przerwie zawodnicy wygrywali kolejne partie na przemian. Ostatnią partię sesji wygrał O’Sullivan, i to on prowadził po zakończeniu sesji 5-3.
Druga sesja tego pojedynku została rozegrana również 4 maja w sesji wieczornej. Pierwsze trzy partie z rzędu wygrał O’Sullivan, powiększając swoją przewagę nad przeciwnikiem do stanu 8-3. Ostatnią zaś partię przed przerwą wygrał Mark Selby, który schodząc na przerwę przegrywał z O’Sullivanem 4-8. Po przerwie Selby wygrał kolejną partię. Następnie kolejną serię, tym razem dwóch z rzędu wygranych partii zapisał na swoim koncie O’Sullivan. Ostatnie dwa frejmy drugiej sesji spotkania wygrał Selby, dzięki czemu zmniejszył nieco stratę do rywala. Po rozegraniu drugiej sesji Ronnie O’Sullivan prowadził 10-7.
Trzecia sesja finałowego spotkania została rozegrana następnego dnia, czyli 5 maja, w sesji popołudniowej. Wszystkie partie przed regulaminową przerwą wygrał Mark Selby wychodząc tym samym po raz pierwszy w całym meczu na prowadzenie 11-10. Po przerwie jedynego frejma w tej sesji wygrał O’Sullivan, wyrównując stan meczu na 11-11, natomiast szóstą partię tej sesji, która okazała się ostatnią w tej sesji, wygrał Mark Selby. Po szóstej partii finałowa rozgrywka została przerwana z powodu zbyt wolnej gry i tym samym nie było czasu aby rozegrać dwie ostatnie partie (regulamin bowiem stanowi, że zawodnicy muszą mieć minimum półtorej godziny przerwy między sesjami). Po przedwczesnym zakończeniu trzeciej sesji Mark Selby prowadził z O’Sullivanem 12-11.
Czwarta sesja została rozegrana 5 maja w sesji popołudniowej. Pierwszą partię, breakiem 100-punktowym wygrał Ronnie O’Sullivan, wyrównując w meczu do stanu 12-12. Trzy kolejne partie wygrał jednak Mark Selby, który schodząc na regulaminową przerwę prowadził w całym meczu 15-12. Po przerwie obrońca tytułu, Ronnie O’Sullivan, wygrał dwa frejmy z rzędu zmniejszając straty do rywala, jednak jak się później okazało, były to ostatnie partie wygrane przez O’Sullivana w spotkaniu oraz w całym turnieju. Kolejne trzy partie wygrał Mark Selby (w pierwszej z nich wbijając breaka w wysokości 127 punktów) w wyniku czego wygrał mecz finałowy wynikiem 18-14 i po raz pierwszy w swojej karierze został snookerowym mistrzem świata.
Wyniki meczu:
- sesja I: 77 (69)-0, 64-26, 102 (102)-0, 28-69, 47-68, 80 (63)-8, 36-72, 66-54
- sesja II: 99-24, 70 (52)-47, 67 (63)-27, 25-82 (55), 45-96, 131 (131)-0, 87 (87)-0, 9-84 (58), 9-78 (62)
- sesja III: 35-81 (55), 23-77 (52), 7-84 (74), 29-89, 76 (50)-38, 67-70
- sesja IV: 100 (100)-0, 24-67, 39-64, 4-90 (56), 79-0, 66-47, 0-131 (127), 14-87 (87), 56-62

## Drabinka turniejowa
|  |                         |                         |                         |                 |              |                         |                         |                         |  |  |                              |                              |                              |  |  |                           |                           |                           |  |  |                       |                       |                       |
|  | Runda 1 (do 10 frejmów) | Runda 1 (do 10 frejmów) | Runda 1 (do 10 frejmów) |                 |              | Runda 2 (do 13 frejmów) | Runda 2 (do 13 frejmów) | Runda 2 (do 13 frejmów) |  |  | Ćwierćfinały (do 13 frejmów) | Ćwierćfinały (do 13 frejmów) | Ćwierćfinały (do 13 frejmów) |  |  | Półfinały (do 17 frejmów) | Półfinały (do 17 frejmów) | Półfinały (do 17 frejmów) |  |  | Finał (do 18 frejmów) | Finał (do 18 frejmów) | Finał (do 18 frejmów) |
|  | Runda 1 (do 10 frejmów) | Runda 1 (do 10 frejmów) | Runda 1 (do 10 frejmów) |                 |              | Runda 2 (do 13 frejmów) | Runda 2 (do 13 frejmów) | Runda 2 (do 13 frejmów) |  |  | Ćwierćfinały (do 13 frejmów) | Ćwierćfinały (do 13 frejmów) | Ćwierćfinały (do 13 frejmów) |  |  | Półfinały (do 17 frejmów) | Półfinały (do 17 frejmów) | Półfinały (do 17 frejmów) |  |  | Finał (do 18 frejmów) | Finał (do 18 frejmów) | Finał (do 18 frejmów) |
|  |                         |                         |                         |                 |              |                         |                         |                         |  |  |                              |                              |                              |  |  |                           |                           |                           |  |  |                       |                       |                       |
|  |                         |                         |                         |                 |              |                         |                         |                         |  |  |                              |                              |                              |  |  |                           |                           |                           |  |  |                       |                       |                       |
|  | 1                       | Ronnie O’Sullivan       | 10                      |                 |              |                         |                         |                         |  |  |                              |                              |                              |  |  |                           |                           |                           |  |  |                       |                       |                       |
|  | 1                       | Ronnie O’Sullivan       | 10                      |                 |              |                         |                         |                         |  |  |                              |                              |                              |  |  |                           |                           |                           |  |  |                       |                       |                       |
|  |                         | Robin Hull              | 4                       |                 |              |                         |                         |                         |  |  |                              |                              |                              |  |  |                           |                           |                           |  |  |                       |                       |                       |
|  |                         | Robin Hull              | 4                       |                 | 1            | Ronnie O’Sullivan       | 13                      |                         |  |  |                              |                              |                              |  |  |                           |                           |                           |  |  |                       |                       |                       |
|  |                         |                         |                         |                 | 1            | Ronnie O’Sullivan       | 13                      |                         |  |  |                              |                              |                              |  |  |                           |                           |                           |  |  |                       |                       |                       |
|  |                         |                         | 16                      | Joe Perry       | 11           |                         |                         |                         |  |  |                              |                              |                              |  |  |                           |                           |                           |  |  |                       |                       |                       |
|  | 16                      | Joe Perry               | 16                      | Joe Perry       | 11           | 10                      |                         |                         |  |  |                              |                              |                              |  |  |                           |                           |                           |  |  |                       |                       |                       |
|  | 16                      | Joe Perry               |                         |                 |              |                         |                         |                         |  |  |                              |                              |                              |  |  |                           |                           |                           |  |  |                       |                       |                       |
|  |                         | Jamie Burnett           | 7                       |                 |              |                         |                         |                         |  |  |                              |                              |                              |  |  |                           |                           |                           |  |  |                       |                       |                       |
|  |                         | Jamie Burnett           | 7                       |                 | 1            | Ronnie O’Sullivan       | 13                      |                         |  |  |                              |                              |                              |  |  |                           |                           |                           |  |  |                       |                       |                       |
|  |                         |                         |                         |                 |              |                         |                         |                         |  |  |                              |                              |                              |  |  |                           |                           |                           |  |  |                       |                       |                       |
|  |                         |                         | 9                       | Shaun Murphy    | 3            |                         |                         |                         |  |  |                              |                              |                              |  |  |                           |                           |                           |  |  |                       |                       |                       |
|  | 9                       | Shaun Murphy            | 9                       | Shaun Murphy    | 3            | 10                      |                         |                         |  |  |                              |                              |                              |  |  |                           |                           |                           |  |  |                       |                       |                       |
|  | 9                       | Shaun Murphy            |                         |                 |              |                         |                         |                         |  |  |                              |                              |                              |  |  |                           |                           |                           |  |  |                       |                       |                       |
|  |                         | Jamie Cope              | 9                       |                 |              |                         |                         |                         |  |  |                              |                              |                              |  |  |                           |                           |                           |  |  |                       |                       |                       |
|  |                         | Jamie Cope              | 9                       |                 | 9            | Shaun Murphy            | 13                      |                         |  |  |                              |                              |                              |  |  |                           |                           |                           |  |  |                       |                       |                       |
|  |                         |                         |                         |                 | 9            | Shaun Murphy            | 13                      |                         |  |  |                              |                              |                              |  |  |                           |                           |                           |  |  |                       |                       |                       |
|  |                         |                         | 8                       | Marco Fu        | 8            |                         |                         |                         |  |  |                              |                              |                              |  |  |                           |                           |                           |  |  |                       |                       |                       |
|  | 8                       | Marco Fu                | 8                       | Marco Fu        | 8            | 10                      |                         |                         |  |  |                              |                              |                              |  |  |                           |                           |                           |  |  |                       |                       |                       |
|  | 8                       | Marco Fu                |                         |                 |              |                         |                         |                         |  |  |                              |                              |                              |  |  |                           |                           |                           |  |  |                       |                       |                       |
|  |                         | Martin Gould            | 7                       |                 |              |                         |                         |                         |  |  |                              |                              |                              |  |  |                           |                           |                           |  |  |                       |                       |                       |
|  |                         | Martin Gould            | 7                       |                 | 1            | Ronnie O’Sullivan       | 17                      |                         |  |  |                              |                              |                              |  |  |                           |                           |                           |  |  |                       |                       |                       |
|  |                         |                         |                         |                 |              |                         |                         |                         |  |  |                              |                              |                              |  |  |                           |                           |                           |  |  |                       |                       |                       |
|  |                         |                         | 5                       | Barry Hawkins   | 7            |                         |                         |                         |  |  |                              |                              |                              |  |  |                           |                           |                           |  |  |                       |                       |                       |
|  | 5                       | Barry Hawkins           | 5                       | Barry Hawkins   | 7            | 10                      |                         |                         |  |  |                              |                              |                              |  |  |                           |                           |                           |  |  |                       |                       |                       |
|  | 5                       | Barry Hawkins           |                         |                 |              |                         |                         |                         |  |  |                              |                              |                              |  |  |                           |                           |                           |  |  |                       |                       |                       |
|  |                         | David Gilbert           | 4                       |                 |              |                         |                         |                         |  |  |                              |                              |                              |  |  |                           |                           |                           |  |  |                       |                       |                       |
|  |                         | David Gilbert           | 4                       |                 | 5            | Barry Hawkins           | 13                      |                         |  |  |                              |                              |                              |  |  |                           |                           |                           |  |  |                       |                       |                       |
|  |                         |                         |                         |                 | 5            | Barry Hawkins           | 13                      |                         |  |  |                              |                              |                              |  |  |                           |                           |                           |  |  |                       |                       |                       |
|  |                         |                         | 12                      | Ricky Walden    | 11           |                         |                         |                         |  |  |                              |                              |                              |  |  |                           |                           |                           |  |  |                       |                       |                       |
|  | 12                      | Ricky Walden            | 12                      | Ricky Walden    | 11           | 10                      |                         |                         |  |  |                              |                              |                              |  |  |                           |                           |                           |  |  |                       |                       |                       |
|  | 12                      | Ricky Walden            |                         |                 |              |                         |                         |                         |  |  |                              |                              |                              |  |  |                           |                           |                           |  |  |                       |                       |                       |
|  |                         | Kyren Wilson            | 7                       |                 |              |                         |                         |                         |  |  |                              |                              |                              |  |  |                           |                           |                           |  |  |                       |                       |                       |
|  |                         | Kyren Wilson            | 7                       |                 | 5            | Barry Hawkins           | 13                      |                         |  |  |                              |                              |                              |  |  |                           |                           |                           |  |  |                       |                       |                       |
|  |                         |                         |                         |                 |              |                         |                         |                         |  |  |                              |                              |                              |  |  |                           |                           |                           |  |  |                       |                       |                       |
|  |                         |                         |                         | Dominic Dale    | 12           |                         |                         |                         |  |  |                              |                              |                              |  |  |                           |                           |                           |  |  |                       |                       |                       |
|  | 13                      | Mark Davis              | 5                       | Dominic Dale    | 12           |                         |                         |                         |  |  |                              |                              |                              |  |  |                           |                           |                           |  |  |                       |                       |                       |
|  | 13                      | Mark Davis              | 5                       |                 |              |                         |                         |                         |  |  |                              |                              |                              |  |  |                           |                           |                           |  |  |                       |                       |                       |
|  |                         | Dominic Dale            | 10                      |                 |              |                         |                         |                         |  |  |                              |                              |                              |  |  |                           |                           |                           |  |  |                       |                       |                       |
|  |                         | Dominic Dale            | 10                      |                 | Dominic Dale | Dominic Dale            | 13                      |                         |  |  |                              |                              |                              |  |  |                           |                           |                           |  |  |                       |                       |                       |
|  |                         |                         |                         |                 | Dominic Dale | Dominic Dale            | 13                      |                         |  |  |                              |                              |                              |  |  |                           |                           |                           |  |  |                       |                       |                       |
|  |                         |                         | Michael Wasley          | Michael Wasley  | 4            |                         |                         |                         |  |  |                              |                              |                              |  |  |                           |                           |                           |  |  |                       |                       |                       |
|  | 4                       | Ding Junhui             | Michael Wasley          | Michael Wasley  | 4            | 9                       |                         |                         |  |  |                              |                              |                              |  |  |                           |                           |                           |  |  |                       |                       |                       |
|  | 4                       | Ding Junhui             |                         |                 |              |                         |                         |                         |  |  |                              |                              |                              |  |  |                           |                           |                           |  |  |                       |                       |                       |
|  |                         | Michael Wasley          | 10                      |                 |              |                         |                         |                         |  |  |                              |                              |                              |  |  |                           |                           |                           |  |  |                       |                       |                       |
|  |                         | Michael Wasley          | 10                      |                 | 1            | Ronnie O’Sullivan       | 14                      |                         |  |  |                              |                              |                              |  |  |                           |                           |                           |  |  |                       |                       |                       |
|  |                         |                         |                         |                 |              |                         |                         |                         |  |  |                              |                              |                              |  |  |                           |                           |                           |  |  |                       |                       |                       |
|  |                         |                         | 3                       | Mark Selby      | 18           |                         |                         |                         |  |  |                              |                              |                              |  |  |                           |                           |                           |  |  |                       |                       |                       |
|  | 3                       | Mark Selby              | 3                       | Mark Selby      | 18           | 10                      |                         |                         |  |  |                              |                              |                              |  |  |                           |                           |                           |  |  |                       |                       |                       |
|  | 3                       | Mark Selby              |                         |                 |              |                         |                         |                         |  |  |                              |                              |                              |  |  |                           |                           |                           |  |  |                       |                       |                       |
|  |                         | Michael White           | 9                       |                 |              |                         |                         |                         |  |  |                              |                              |                              |  |  |                           |                           |                           |  |  |                       |                       |                       |
|  |                         | Michael White           | 9                       |                 | 3            | Mark Selby              | 13                      |                         |  |  |                              |                              |                              |  |  |                           |                           |                           |  |  |                       |                       |                       |
|  |                         |                         |                         |                 | 3            | Mark Selby              | 13                      |                         |  |  |                              |                              |                              |  |  |                           |                           |                           |  |  |                       |                       |                       |
|  |                         |                         | 14                      | Allister Carter | 9            |                         |                         |                         |  |  |                              |                              |                              |  |  |                           |                           |                           |  |  |                       |                       |                       |
|  | 14                      | Allister Carter         | 14                      | Allister Carter | 9            | 10                      |                         |                         |  |  |                              |                              |                              |  |  |                           |                           |                           |  |  |                       |                       |                       |
|  | 14                      | Allister Carter         |                         |                 |              |                         |                         |                         |  |  |                              |                              |                              |  |  |                           |                           |                           |  |  |                       |                       |                       |
|  |                         | Xiao Guodong            | 8                       |                 |              |                         |                         |                         |  |  |                              |                              |                              |  |  |                           |                           |                           |  |  |                       |                       |                       |
|  |                         | Xiao Guodong            | 8                       |                 | 3            | Mark Selby              | 13                      |                         |  |  |                              |                              |                              |  |  |                           |                           |                           |  |  |                       |                       |                       |
|  |                         |                         |                         |                 |              |                         |                         |                         |  |  |                              |                              |                              |  |  |                           |                           |                           |  |  |                       |                       |                       |
|  |                         |                         |                         | Alan McManus    | 5            |                         |                         |                         |  |  |                              |                              |                              |  |  |                           |                           |                           |  |  |                       |                       |                       |
|  | 11                      | John Higgins            | 7                       | Alan McManus    | 5            |                         |                         |                         |  |  |                              |                              |                              |  |  |                           |                           |                           |  |  |                       |                       |                       |
|  | 11                      | John Higgins            | 7                       |                 |              |                         |                         |                         |  |  |                              |                              |                              |  |  |                           |                           |                           |  |  |                       |                       |                       |
|  |                         | Alan McManus            | 10                      |                 |              |                         |                         |                         |  |  |                              |                              |                              |  |  |                           |                           |                           |  |  |                       |                       |                       |
|  |                         | Alan McManus            | 10                      |                 | Alan McManus | Alan McManus            | 13                      |                         |  |  |                              |                              |                              |  |  |                           |                           |                           |  |  |                       |                       |                       |
|  |                         |                         |                         |                 | Alan McManus | Alan McManus            | 13                      |                         |  |  |                              |                              |                              |  |  |                           |                           |                           |  |  |                       |                       |                       |
|  |                         |                         | Ken Doherty             | Ken Doherty     | 8            |                         |                         |                         |  |  |                              |                              |                              |  |  |                           |                           |                           |  |  |                       |                       |                       |
|  | 6                       | Stuart Bingham          | Ken Doherty             | Ken Doherty     | 8            | 5                       |                         |                         |  |  |                              |                              |                              |  |  |                           |                           |                           |  |  |                       |                       |                       |
|  | 6                       | Stuart Bingham          |                         |                 |              |                         |                         |                         |  |  |                              |                              |                              |  |  |                           |                           |                           |  |  |                       |                       |                       |
|  |                         | Ken Doherty             | 10                      |                 |              |                         |                         |                         |  |  |                              |                              |                              |  |  |                           |                           |                           |  |  |                       |                       |                       |
|  |                         | Ken Doherty             | 10                      |                 | 3            | Mark Selby              | 17                      |                         |  |  |                              |                              |                              |  |  |                           |                           |                           |  |  |                       |                       |                       |
|  |                         |                         |                         |                 |              |                         |                         |                         |  |  |                              |                              |                              |  |  |                           |                           |                           |  |  |                       |                       |                       |
|  |                         |                         | 2                       | Neil Robertson  | 15           |                         |                         |                         |  |  |                              |                              |                              |  |  |                           |                           |                           |  |  |                       |                       |                       |
|  | 7                       | Judd Trump              | 2                       | Neil Robertson  | 15           | 10                      |                         |                         |  |  |                              |                              |                              |  |  |                           |                           |                           |  |  |                       |                       |                       |
|  | 7                       | Judd Trump              |                         |                 |              |                         |                         |                         |  |  |                              |                              |                              |  |  |                           |                           |                           |  |  |                       |                       |                       |
|  |                         | Tom Ford                | 8                       |                 |              |                         |                         |                         |  |  |                              |                              |                              |  |  |                           |                           |                           |  |  |                       |                       |                       |
|  |                         | Tom Ford                | 8                       |                 | 7            | Judd Trump              | 13                      |                         |  |  |                              |                              |                              |  |  |                           |                           |                           |  |  |                       |                       |                       |
|  |                         |                         |                         |                 | 7            | Judd Trump              | 13                      |                         |  |  |                              |                              |                              |  |  |                           |                           |                           |  |  |                       |                       |                       |
|  |                         |                         |                         | Ryan Day        | 7            |                         |                         |                         |  |  |                              |                              |                              |  |  |                           |                           |                           |  |  |                       |                       |                       |
|  | 10                      | Stephen Maguire         | 9                       | Ryan Day        | 7            |                         |                         |                         |  |  |                              |                              |                              |  |  |                           |                           |                           |  |  |                       |                       |                       |
|  | 10                      | Stephen Maguire         | 9                       |                 |              |                         |                         |                         |  |  |                              |                              |                              |  |  |                           |                           |                           |  |  |                       |                       |                       |
|  |                         | Ryan Day                | 10                      |                 |              |                         |                         |                         |  |  |                              |                              |                              |  |  |                           |                           |                           |  |  |                       |                       |                       |
|  |                         | Ryan Day                | 10                      |                 | 7            | Judd Trump              | 11                      |                         |  |  |                              |                              |                              |  |  |                           |                           |                           |  |  |                       |                       |                       |
|  |                         |                         |                         |                 |              |                         |                         |                         |  |  |                              |                              |                              |  |  |                           |                           |                           |  |  |                       |                       |                       |
|  |                         |                         | 2                       | Neil Robertson  | 13           |                         |                         |                         |  |  |                              |                              |                              |  |  |                           |                           |                           |  |  |                       |                       |                       |
|  | 15                      | Mark Allen              | 2                       | Neil Robertson  | 13           | 10                      |                         |                         |  |  |                              |                              |                              |  |  |                           |                           |                           |  |  |                       |                       |                       |
|  | 15                      | Mark Allen              |                         |                 |              |                         |                         |                         |  |  |                              |                              |                              |  |  |                           |                           |                           |  |  |                       |                       |                       |
|  |                         | Michael Holt            | 4                       |                 |              |                         |                         |                         |  |  |                              |                              |                              |  |  |                           |                           |                           |  |  |                       |                       |                       |
|  |                         | Michael Holt            | 4                       |                 | 15           | Mark Allen              | 7                       |                         |  |  |                              |                              |                              |  |  |                           |                           |                           |  |  |                       |                       |                       |
|  |                         |                         |                         |                 | 15           | Mark Allen              | 7                       |                         |  |  |                              |                              |                              |  |  |                           |                           |                           |  |  |                       |                       |                       |
|  |                         |                         | 2                       | Neil Robertson  | 13           |                         |                         |                         |  |  |                              |                              |                              |  |  |                           |                           |                           |  |  |                       |                       |                       |
|  | 2                       | Neil Robertson          | 2                       | Neil Robertson  | 13           | 10                      |                         |                         |  |  |                              |                              |                              |  |  |                           |                           |                           |  |  |                       |                       |                       |
|  | 2                       | Neil Robertson          |                         |                 |              |                         |                         |                         |  |  |                              |                              |                              |  |  |                           |                           |                           |  |  |                       |                       |                       |
|  |                         | Robbie Williams         | 2                       |                 |              |                         |                         |                         |  |  |                              |                              |                              |  |  |                           |                           |                           |  |  |                       |                       |                       |
|  |                         | Robbie Williams         | 2                       |                 |              |                         |                         |                         |  |  |                              |                              |                              |  |  |                           |                           |                           |  |  |                       |                       |                       |
|  |                         |                         |                         |                 |              |                         |                         |                         |  |  |                              |                              |                              |  |  |                           |                           |                           |  |  |                       |                       |                       |

## Finał
| Finał: Do 18 wygranych frame'ów · Crucible Theatre, Sheffield, Anglia, 4 i 5 maja 2014 · Sędzia: Brendan Moore |                    |            |
| Ronnie O’Sullivan | 14 – 18            | Mark Selby |
| 4 maja Sesja popołudniowa: 77 (69)-0, 64-26, 102 (102)-0, 28-69, 47-68, 80 (63)-8, 36-72, 66-54 Sesja wieczorna: 99-24, 70 (52)-47, 67 (63)-27, 25-82 (55), 45-96, 131 (131)-0, 87 (87)-0, 9-84 (58), 9-78 (62) 5 maja Sesja popołudniowa: 35-81 (55), 23-77 (52), 7-84 (74), 29-89, 76 (50)-38, 67-70 Sesja wieczorna: 100 (100)-0, 24-67, 39-64, 4-90 (56), 79-0, 66-47, 0-131 (127), 14-87 (87), 56-62 |                    |            |
| 131 | Najwyższy break    | 127        |
| 3 | Breaki stupunktowe | 1          |
| 7 | Breaki 50-punktowe | 8          |

## Breaki stupunktowe fazy zasadniczej turnieju
Źródło:
| Snookerzysta      | Suma | Breaki                                                          |
| ----------------- | ---- | --------------------------------------------------------------- |
| Neil Robertson    | 10   | 140, 137, 132, 130, 113, 108, 103, 102, 101, 100                |
| Ricky Walden      | 3    | 137, 112, 109                                                   |
| Ronnie O’Sullivan | 13   | 136, 131, 124, 124, 118, 117, 113, 112, 108, 106, 103, 102, 100 |
| Marco Fu          | 4    | 136, 124, 116, 109                                              |
| Ding Junhui       | 1    | 136                                                             |
| Michael Wasley    | 3    | 135, 108, 103                                                   |
| Barry Hawkins     | 4    | 134, 115, 106, 104                                              |
| Stephen Maguire   | 1    | 134                                                             |
| Mark Selby        | 5    | 133, 127, 110, 109, 104                                         |
| Ryan Day          | 2    | 130, 107                                                        |
| Judd Trump        | 2    | 117, 107                                                        |
| Shaun Murphy      | 3    | 112, 102, 101                                                   |
| Jamie Burnett     | 1    | 111                                                             |
| John Higgins      | 1    | 111                                                             |
| Allister Carter   | 2    | 110, 102                                                        |
| Alan McManus      | 1    | 107                                                             |
| Dominic Dale      | 1    | 106                                                             |
| Robin Hull        | 1    | 102                                                             |
|                   | 58   | Najwyższy break: Neil Robertson: 140                            |

## Statystyki turnieju

### Statystyki pierwszej rundy
|                   | Państwo           | Il. zawodników | % zawodników |
| ----------------- | ----------------- | -------------- | ------------ |
| Anglia            | Anglia            | 18             | 56,25%       |
| Szkocja           | Szkocja           | 4              | 12,50%       |
| Walia             | Walia             | 3              | 9,38%        |
|                   | Chiny             | 2              | 6,25%        |
| Irlandia Północna | Irlandia Północna | 1              | 3,13%        |
| Irlandia          | Irlandia          | 1              | 3,13%        |
| Australia         | Australia         | 1              | 3,13%        |
| Hongkong          | Hongkong          | 1              | 3,13%        |
| Finlandia         | Finlandia         | 1              | 3,13%        |

- Liczba uczestników rundy: 32 zawodników
- Liczba rozstawionych zawodników w rundzie: 16
- Liczba nierozstawionych zawodników w rundzie: 16
- Liczba zwycięstw zawodników rozstawionych: 11
- Liczba zwycięstw zawodników nierozstawionych: 5
- Liczba rozegranych partii (maksymalnie możliwa): 265 (304)
- Średnia liczba partii w meczu: 16,56
- Najwyższe zwycięstwo: 10-2
- Liczba meczów rozstrzygniętych w ostatniej partii: 5
- Liczba breaków 50+ w rundzie: 163
- Liczba breaków 100+ w rundzie: 18

### Statystyki drugiej rundy
|                   | Państwo           | Il. zawodników | % zawodników |
| ----------------- | ----------------- | -------------- | ------------ |
| Anglia            | Anglia            | 9              | 56,25%       |
| Walia             | Walia             | 2              | 12,50%       |
| Szkocja           | Szkocja           | 1              | 6,25%        |
| Irlandia Północna | Irlandia Północna | 1              | 6,25%        |
| Irlandia          | Irlandia          | 1              | 6,25%        |
| Australia         | Australia         | 1              | 6,25%        |
| Hongkong          | Hongkong          | 1              | 6,25%        |

- Liczba uczestników rundy: 16 zawodników
- Liczba rozstawionych zawodników w rundzie: 11
- Liczba nierozstawionych zawodników w rundzie: 5
- Liczba zwycięstw zawodników rozstawionych: 6
- Liczba zwycięstw zawodników nierozstawionych: 2
- Liczba rozegranych partii (maksymalnie możliwa): 169 (200)
- Średnia liczba partii w meczu: 21,13
- Najwyższe zwycięstwo: 13-4
- Liczba meczów rozstrzygniętych w ostatniej partii: 0
- Liczba breaków 50+ w rundzie: 108
- Liczba breaków 100+ w rundzie: 17

### Statystyki ćwierćfinałów
|           | Państwo   | Il. zawodników | % zawodników |
| --------- | --------- | -------------- | ------------ |
| Anglia    | Anglia    | 5              | 62,50%       |
| Walia     | Walia     | 1              | 12,50%       |
| Szkocja   | Szkocja   | 1              | 12,50%       |
| Australia | Australia | 1              | 12,50%       |

- Liczba uczestników rundy: 8 zawodników
- Liczba rozstawionych zawodników w rundzie: 6
- Liczba nierozstawionych zawodników w rundzie: 2
- Liczba zwycięstw zawodników rozstawionych: 4
- Liczba zwycięstw zawodników nierozstawionych: 0
- Liczba rozegranych partii (maksymalnie możliwa): 83 (100)
- Średnia liczba partii w meczu: 20,75
- Najwyższe zwycięstwo: 13-3
- Liczba meczów rozstrzygniętych w ostatniej partii: 1
- Liczba breaków 50+ w rundzie: 50
- Liczba breaków 100+ w rundzie: 9

### Statystyki półfinałów
|           | Państwo   | Il. zawodników | % zawodników |
| --------- | --------- | -------------- | ------------ |
| Anglia    | Anglia    | 3              | 75,00%       |
| Australia | Australia | 1              | 25,00%       |

- Liczba uczestników rundy: 4 zawodników
- Liczba rozstawionych zawodników w rundzie: 4
- Liczba nierozstawionych zawodników w rundzie: 0
- Liczba zwycięstw zawodników rozstawionych: 2
- Liczba zwycięstw zawodników nierozstawionych: 0
- Liczba rozegranych partii (maksymalnie możliwa): 56 (66)
- Średnia liczba partii w meczu: 28
- Najwyższe zwycięstwo: 17-7
- Liczba meczów rozstrzygniętych w ostatniej partii: 0
- Liczba breaków 50+ w rundzie: 37
- Liczba breaków 100+ w rundzie: 10

### Statystyki indywidualne
| Zawodnik          | Ostatni mecz                  | M | MW | MP | F   | FW | FP | %FW    | 50+ | 100+ | Najw. break | 50+/F | 100+/F | Zarobki   | Pkt.  |
| ----------------- | ----------------------------- | - | -- | -- | --- | -- | -- | ------ | --- | ---- | ----------- | ----- | ------ | --------- | ----- |
| Mark Selby        | Finał Ronnie O’Sullivan 18-14 | 5 | 5  | 0  | 123 | 71 | 52 | 57,72% | 41  | 5    | 133         | 0,33  | 0,04   | £ 300 000 | 10000 |
| Ronnie O’Sullivan | Finał Mark Selby 14-18        | 5 | 4  | 1  | 110 | 67 | 43 | 60,91% | 43  | 13   | 136         | 0,39  | 0,12   | £ 125 000 | 8000  |
| Neil Robertson    | Półf Mark Selby 15-17         | 4 | 3  | 1  | 88  | 51 | 37 | 57,95% | 32  | 10   | 140         | 0,36  | 0,11   | £ 55 000  | 6400  |
| Barry Hawkins     | Półf Ronnie O’Sullivan 7-17   | 4 | 3  | 1  | 87  | 43 | 44 | 49,43% | 28  | 4    | 134         | 0,32  | 0,05   | £ 55 000  | 6400  |
| Judd Trump        | Ćwf Neil Robertson 11-13      | 3 | 2  | 1  | 62  | 34 | 28 | 54,84% | 15  | 2    | 117         | 0,24  | 0,03   | £ 25 000  | 5000  |
| Dominic Dale      | Ćwf Barry Hawkins 12-13       | 3 | 2  | 1  | 57  | 35 | 22 | 61,40% | 20  | 1    | 106         | 0,35  | 0,02   | £ 25 000  | 5000  |
| Alan McManus      | Ćwf Mark Selby 5-13           | 3 | 2  | 1  | 56  | 28 | 28 | 50,00% | 14  | 1    | 107         | 0,25  | 0,02   | £ 25 000  | 5000  |
| Shaun Murphy      | Ćwf Ronnie O’Sullivan 3-13    | 3 | 2  | 1  | 56  | 26 | 30 | 46,43% | 22  | 3    | 112         | 0,39  | 0,05   | £ 25 000  | 5000  |
| Joe Perry         | 2R Ronnie O’Sullivan 11-13    | 2 | 1  | 1  | 41  | 21 | 20 | 51,22% | 14  | 0    | 99          | 0,57  | –      | £ 16 000  | 3800  |
| Ricky Walden      | 2R Barry Hawkins 11-13        | 2 | 1  | 1  | 41  | 21 | 20 | 51,22% | 12  | 3    | 137         | 0,29  | 0,07   | £ 16 000  | 3800  |
| Ken Doherty       | 2R Alan McManus 8-13          | 2 | 1  | 1  | 36  | 18 | 18 | 50,00% | 8   | 0    | 93          | 0,22  | –      | £ 16 000  | 3800  |
| Mark Allen        | 2R Neil Robertson 7-13        | 2 | 1  | 1  | 34  | 17 | 17 | 50,00% | 15  | 0    | 92          | 0,44  | –      | £ 16 000  | 3800  |
| Allister Carter   | 2R Mark Selby 9-13            | 2 | 1  | 1  | 40  | 19 | 21 | 47,50% | 13  | 2    | 134         | 0,33  | 0,05   | £ 16 000  | 3800  |
| Marco Fu          | 2R Shaun Murphy 8-13          | 2 | 1  | 1  | 38  | 18 | 20 | 47,37% | 14  | 4    | 136         | 0,37  | 0,11   | £ 16 000  | 3800  |
| Ryan Day          | 2R Judd Trump 7-13            | 2 | 1  | 1  | 39  | 17 | 22 | 43,59% | 13  | 2    | 130         | 0,33  | 0,05   | £ 16 000  | 3800  |
| Michael Wasley    | 2R Dominic Dale 4-13          | 2 | 1  | 1  | 36  | 14 | 22 | 38,89% | 8   | 3    | 135         | 0,22  | 0,08   | £ 16 000  | 3800  |
| Stephen Maguire   | 1R Ryan Day 9-10              | 1 | 0  | 1  | 19  | 9  | 10 | 47,37% | 7   | 1    | 134         | 0,37  | 0,05   | £ 6000    | 1400  |
| Jamie Cope        | 1R Shaun Murphy 9-10          | 1 | 0  | 1  | 19  | 9  | 10 | 47,37% | 3   | 0    | 75          | 0,16  | –      | £ 12 000  | 2800  |
| Ding Junhui       | 1R Michael Wasley 9-10        | 1 | 0  | 1  | 19  | 9  | 10 | 47,37% | 5   | 1    | 136         | 0,26  | 0,05   | £ 6000    | 1400  |
| Michael White     | 1R Mark Selby 9-10            | 1 | 0  | 1  | 19  | 9  | 10 | 47,37% | 1   | 0    | 62          | 0,05  | –      | £ 12 000  | 2800  |
| Xiao Guodong      | 1R Allister Carter 8-10       | 1 | 0  | 1  | 18  | 8  | 10 | 44,44% | 7   | 0    | 73          | 0,39  | –      | £ 12 000  | 2800  |
| Tom Ford          | 1R Judd Trump 8-10            | 1 | 0  | 1  | 18  | 8  | 10 | 44,44% | 4   | 0    | 76          | 0,22  | –      | £ 12 000  | 2800  |
| Jamie Burnett     | 1R Joe Perry 7-10             | 1 | 0  | 1  | 17  | 7  | 10 | 41,18% | 5   | 1    | 111         | 0,29  | 0,06   | £ 12 000  | 2800  |
| Martin Gould      | 1R Marco Fu 7-10              | 1 | 0  | 1  | 17  | 7  | 10 | 41,18% | 4   | 0    | 92          | 0,24  | –      | £ 12 000  | 2800  |
| John Higgins      | 1R Alan McManus 7-10          | 1 | 0  | 1  | 17  | 7  | 10 | 41,18% | 6   | 1    | 111         | 0,35  | 0,06   | £ 6000    | 1400  |
| Kyren Wilson      | 1R Ricky Walden 7-10          | 1 | 0  | 1  | 17  | 7  | 10 | 41,18% | 5   | 0    | 81          | 0,29  | –      | £ 12 000  | 2800  |
| Stuart Bingham    | 1R Ken Doherty 5-10           | 1 | 0  | 1  | 15  | 5  | 10 | 33,33% | 1   | 0    | 85          | 0,07  | –      | £ 6000    | 1400  |
| Mark Davis        | 1R Dominic Dale 5-10          | 1 | 0  | 1  | 15  | 5  | 10 | 33,33% | 3   | 0    | 69          | 0,20  | –      | £ 6000    | 1400  |
| Robin Hull        | 1R Ronnie O’Sullivan 4-10     | 1 | 0  | 1  | 14  | 4  | 10 | 28,57% | 5   | 1    | 102         | 0,36  | 0,07   | £ 12 000  | 2800  |
| Michael Holt      | 1R Mark Allen 4-10            | 1 | 0  | 1  | 14  | 4  | 10 | 28,57% | 2   | 0    | 98          | 0,14  | –      | £ 12 000  | 2800  |
| David Gilbert     | 1R Barry Hawkins 4-10         | 1 | 0  | 1  | 14  | 4  | 10 | 28,57% | 3   | 0    | 77          | 0,21  | –      | £ 12 000  | 2800  |
| Robbie Williams   | 1R Neil Robertson 2-10        | 1 | 0  | 1  | 12  | 2  | 10 | 16,67% | 1   | 0    | 51          | 0,08  | –      | £ 12 000  | 2800  |

## Kwalifikacje
Mecze rund 1-3 zostały rozegrane w dniach 8-13 kwietnia, natomiast finałowa runda kwalifikacyjna 15-16 kwietnia. Wszystkie mecze zostały rozegrane w Ponds Forge International Sports Centre w Sheffield.
Źródła:
|  |                        |                           |                        |                   |                    |                        |                           |                        |           |                    |                        |                        |                        |           |                    |                        |                        |                        |
|  | Runda 1 Do 10 frame’ów | Runda 1 Do 10 frame’ów    | Runda 1 Do 10 frame’ów |                   |                    | Runda 2 Do 10 frame’ów | Runda 2 Do 10 frame’ów    | Runda 2 Do 10 frame’ów |           |                    | Runda 3 Do 10 frame’ów | Runda 3 Do 10 frame’ów | Runda 3 Do 10 frame’ów |           |                    | Runda 4 Do 10 frame’ów | Runda 4 Do 10 frame’ów | Runda 4 Do 10 frame’ów |
|  | Runda 1 Do 10 frame’ów | Runda 1 Do 10 frame’ów    | Runda 1 Do 10 frame’ów |                   |                    | Runda 2 Do 10 frame’ów | Runda 2 Do 10 frame’ów    | Runda 2 Do 10 frame’ów |           |                    | Runda 3 Do 10 frame’ów | Runda 3 Do 10 frame’ów | Runda 3 Do 10 frame’ów |           |                    | Runda 4 Do 10 frame’ów | Runda 4 Do 10 frame’ów | Runda 4 Do 10 frame’ów |
|  |                        |                           |                        |                   |                    |                        |                           |                        |           |                    |                        |                        |                        |           |                    |                        |                        |                        |
|  |                        | Zhang Anda                | 10                     | Tajlandia         | Dechawat Poomjaeng | 10                     |                           |                        |           |                    |                        |                        |                        |           |                    |                        |                        |                        |
|  |                        | Zhang Anda                | 10                     | Tajlandia         | Dechawat Poomjaeng | 10                     |                           |                        |           |                    |                        |                        |                        |           |                    |                        |                        |                        |
|  | Walia                  | Andrew Pagett             | 2                      |                   |                    |                        | Zhang Anda                | 8                      |           |                    | Tajlandia              | Dechawat Poomjaeng     | 10                     | Irlandia  | Ken Doherty        | 10                     |                        |                        |
|  | Walia                  | Andrew Pagett             | 2                      |                   |                    |                        | Zhang Anda                | 8                      |           |                    | Tajlandia              | Dechawat Poomjaeng     | 10                     | Irlandia  | Ken Doherty        | 10                     |                        |                        |
|  | Anglia                 | Craig Steadman            | 10                     | Anglia            | Steve Davis        | 8                      |                           |                        | Anglia    | Craig Steadman     | 6                      |                        |                        | Tajlandia | Dechawat Poomjaeng | 5                      |                        |                        |
|  | Anglia                 | Craig Steadman            | 10                     | Anglia            | Steve Davis        | 8                      |                           |                        | Anglia    | Craig Steadman     | 6                      |                        |                        | Tajlandia | Dechawat Poomjaeng | 5                      |                        |                        |
|  | Walia                  | Jak Jones                 | 7                      |                   |                    | Anglia                 | Craig Steadman            | 10                     |           |                    |                        |                        |                        |           |                    |                        |                        |                        |
|  | Walia                  | Jak Jones                 | 7                      |                   |                    | Anglia                 | Craig Steadman            | 10                     |           |                    |                        |                        |                        |           |                    |                        |                        |                        |
|  |                        |                           |                        |                   |                    |                        |                           |                        |           |                    |                        |                        |                        |           |                    |                        |                        |                        |
|  | Anglia                 | Liam Highfield            | 10                     | Anglia            | Jimmy Robertson    | 10                     |                           |                        |           |                    |                        |                        |                        |           |                    |                        |                        |                        |
|  | Anglia                 | Liam Highfield            | 10                     | Anglia            | Jimmy Robertson    | 10                     |                           |                        |           |                    |                        |                        |                        |           |                    |                        |                        |                        |
|  | Libia                  | Khalid Belaied            | 2                      |                   |                    | Anglia                 | Liam Highfield            | 7                      |           |                    | Anglia                 | Jimmy Robertson        | 10                     | Anglia    | David Gilbert      | 10                     |                        |                        |
|  | Libia                  | Khalid Belaied            | 2                      |                   |                    | Anglia                 | Liam Highfield            | 7                      |           |                    | Anglia                 | Jimmy Robertson        | 10                     | Anglia    | David Gilbert      | 10                     |                        |                        |
|  | Tajlandia              | Thanawat Thirapongpaiboon | 10                     | Szkocja           | Anthony McGill     | 10                     |                           |                        | Szkocja   | Anthony McGill     | 9                      |                        |                        | Anglia    | Jimmy Robertson    | 6                      |                        |                        |
|  | Tajlandia              | Thanawat Thirapongpaiboon | 10                     | Szkocja           | Anthony McGill     | 10                     |                           |                        | Szkocja   | Anthony McGill     | 9                      |                        |                        | Anglia    | Jimmy Robertson    | 6                      |                        |                        |
|  | Anglia                 | Sanderson Lam             | 8                      |                   |                    | Tajlandia              | Thanawat Thirapongpaiboon | 4                      |           |                    |                        |                        |                        |           |                    |                        |                        |                        |
|  | Anglia                 | Sanderson Lam             | 8                      |                   |                    | Tajlandia              | Thanawat Thirapongpaiboon | 4                      |           |                    |                        |                        |                        |           |                    |                        |                        |                        |
|  |                        |                           |                        |                   |                    |                        |                           |                        |           |                    |                        |                        |                        |           |                    |                        |                        |                        |
|  | Anglia                 | Barry Pinches             | 10                     | Anglia            | Alfie Burden       | 10                     |                           |                        |           |                    |                        |                        |                        |           |                    |                        |                        |                        |
|  | Anglia                 | Barry Pinches             | 10                     | Anglia            | Alfie Burden       | 10                     |                           |                        |           |                    |                        |                        |                        |           |                    |                        |                        |                        |
|  | Anglia                 | Hammad Miah               | 3                      |                   |                    | Anglia                 | Barry Pinches             | 4                      |           |                    | Anglia                 | Alfie Burden           | 3                      | Szkocja   | Graeme Dott        | 7                      |                        |                        |
|  | Anglia                 | Hammad Miah               | 3                      |                   |                    | Anglia                 | Barry Pinches             | 4                      |           |                    | Anglia                 | Alfie Burden           | 3                      | Szkocja   | Graeme Dott        | 7                      |                        |                        |
|  | Anglia                 | Kyren Wilson              | 10                     | Anglia            | Rod Lawler         | 3                      |                           |                        | Anglia    | Kyren Wilson       | 10                     |                        |                        | Anglia    | Kyren Wilson       | 10                     |                        |                        |
|  | Anglia                 | Kyren Wilson              | 10                     | Anglia            | Rod Lawler         | 3                      |                           |                        | Anglia    | Kyren Wilson       | 10                     |                        |                        | Anglia    | Kyren Wilson       | 10                     |                        |                        |
|  | Anglia                 | Chris Norbury             | 6                      |                   |                    | Anglia                 | Kyren Wilson              | 10                     |           |                    |                        |                        |                        |           |                    |                        |                        |                        |
|  | Anglia                 | Chris Norbury             | 6                      |                   |                    | Anglia                 | Kyren Wilson              | 10                     |           |                    |                        |                        |                        |           |                    |                        |                        |                        |
|  |                        |                           |                        |                   |                    |                        |                           |                        |           |                    |                        |                        |                        |           |                    |                        |                        |                        |
|  | Anglia                 | Martin O’Donnell          | 10                     | Anglia            | Andrew Higginson   | 10                     |                           |                        |           |                    |                        |                        |                        |           |                    |                        |                        |                        |
|  | Anglia                 | Martin O’Donnell          | 10                     | Anglia            | Andrew Higginson   | 10                     |                           |                        |           |                    |                        |                        |                        |           |                    |                        |                        |                        |
|  | Anglia                 | Shane Castle              | 1                      |                   |                    | Anglia                 | Martin O’Donnell          | 5                      |           |                    | Anglia                 | Andrew Higginson       | 10                     | Walia     | Dominic Dale       | 10                     |                        |                        |
|  | Anglia                 | Shane Castle              | 1                      |                   |                    | Anglia                 | Martin O’Donnell          | 5                      |           |                    | Anglia                 | Andrew Higginson       | 10                     | Walia     | Dominic Dale       | 10                     |                        |                        |
|  | Walia                  | Daniel Wells              | 10                     | Norwegia          | Kurt Maflin        | 10                     |                           |                        | Norwegia  | Kurt Maflin        | 3                      |                        |                        | Anglia    | Andrew Higginson   | 6                      |                        |                        |
|  | Walia                  | Daniel Wells              | 10                     | Norwegia          | Kurt Maflin        | 10                     |                           |                        | Norwegia  | Kurt Maflin        | 3                      |                        |                        | Anglia    | Andrew Higginson   | 6                      |                        |                        |
|  | Anglia                 | Ryan Clark                | 9                      |                   |                    | Walia                  | Daniel Wells              | 7                      |           |                    |                        |                        |                        |           |                    |                        |                        |                        |
|  | Anglia                 | Ryan Clark                | 9                      |                   |                    | Walia                  | Daniel Wells              | 7                      |           |                    |                        |                        |                        |           |                    |                        |                        |                        |
|  |                        |                           |                        |                   |                    |                        |                           |                        |           |                    |                        |                        |                        |           |                    |                        |                        |                        |
|  | Anglia                 | Jamie O’Neill             | 9                      | Anglia            | Peter Lines        | 10                     |                           |                        |           |                    |                        |                        |                        |           |                    |                        |                        |                        |
|  | Anglia                 | Jamie O’Neill             | 9                      | Anglia            | Peter Lines        | 10                     |                           |                        |           |                    |                        |                        |                        |           |                    |                        |                        |                        |
|  |                        | Cao Xinlong               | 10                     |                   |                    |                        | Cao Xinlong               | 9                      |           |                    | Anglia                 | Peter Lines            | 8                      | Walia     | Mark Williams      | 8                      |                        |                        |
|  |                        | Cao Xinlong               | 10                     |                   |                    |                        | Cao Xinlong               | 9                      |           |                    | Anglia                 | Peter Lines            | 8                      | Walia     | Mark Williams      | 8                      |                        |                        |
|  | Anglia                 | Paul Davison              | 10                     | Szkocja           | Alan McManus       | 10                     |                           |                        | Szkocja   | Alan McManus       | 10                     |                        |                        | Szkocja   | Alan McManus       | 10                     |                        |                        |
|  | Anglia                 | Paul Davison              | 10                     | Szkocja           | Alan McManus       | 10                     |                           |                        | Szkocja   | Alan McManus       | 10                     |                        |                        | Szkocja   | Alan McManus       | 10                     |                        |                        |
|  | Anglia                 | Chris Wakelin             | 9                      |                   |                    | Anglia                 | Paul Davison              | 2                      |           |                    |                        |                        |                        |           |                    |                        |                        |                        |
|  | Anglia                 | Chris Wakelin             | 9                      |                   |                    | Anglia                 | Paul Davison              | 2                      |           |                    |                        |                        |                        |           |                    |                        |                        |                        |
|  |                        |                           |                        |                   |                    |                        |                           |                        |           |                    |                        |                        |                        |           |                    |                        |                        |                        |
|  | Szkocja                | Michael Leslie            | 6                      | Indie             | Aditya Mehta       | 10                     |                           |                        |           |                    |                        |                        |                        |           |                    |                        |                        |                        |
|  | Szkocja                | Michael Leslie            | 6                      | Indie             | Aditya Mehta       | 10                     |                           |                        |           |                    |                        |                        |                        |           |                    |                        |                        |                        |
|  | Anglia                 | Christopher Keogan        | 10                     |                   |                    | Anglia                 | Christopher Keogan        | 4                      |           |                    | Indie                  | Aditya Mehta           | 5                      | Anglia    | Michael Holt       | 10                     |                        |                        |
|  | Anglia                 | Christopher Keogan        | 10                     |                   |                    | Anglia                 | Christopher Keogan        | 4                      |           |                    | Indie                  | Aditya Mehta           | 5                      | Anglia    | Michael Holt       | 10                     |                        |                        |
|  | Anglia                 | Joel Walker               | 10                     | Walia             | Jamie Jones        | 10                     |                           |                        | Walia     | Jamie Jones        | 10                     |                        |                        | Walia     | Jamie Jones        | 6                      |                        |                        |
|  | Anglia                 | Joel Walker               | 10                     | Walia             | Jamie Jones        | 10                     |                           |                        | Walia     | Jamie Jones        | 10                     |                        |                        | Walia     | Jamie Jones        | 6                      |                        |                        |
|  | Anglia                 | Allan Taylor              | 8                      |                   |                    | Anglia                 | Joel Walker               | 9                      |           |                    |                        |                        |                        |           |                    |                        |                        |                        |
|  | Anglia                 | Allan Taylor              | 8                      |                   |                    | Anglia                 | Joel Walker               | 9                      |           |                    |                        |                        |                        |           |                    |                        |                        |                        |
|  |                        |                           |                        |                   |                    |                        |                           |                        |           |                    |                        |                        |                        |           |                    |                        |                        |                        |
|  | Tajlandia              | James Wattana             | 9                      | Szkocja           | Marcus Campbell    | 4                      |                           |                        |           |                    |                        |                        |                        |           |                    |                        |                        |                        |
|  | Tajlandia              | James Wattana             | 9                      | Szkocja           | Marcus Campbell    | 4                      |                           |                        |           |                    |                        |                        |                        |           |                    |                        |                        |                        |
|  | Malta                  | Alex Borg                 | 10                     |                   |                    | Malta                  | Alex Borg                 | 10                     |           |                    | Malta                  | Alex Borg              | 7                      | Anglia    | Mark King          | 7                      |                        |                        |
|  | Malta                  | Alex Borg                 | 10                     |                   |                    | Malta                  | Alex Borg                 | 10                     |           |                    | Malta                  | Alex Borg              | 7                      | Anglia    | Mark King          | 7                      |                        |                        |
|  | Anglia                 | Sam Baird                 | 9                      | Anglia            | Jamie Cope         | 10                     |                           |                        | Anglia    | Jamie Cope         | 10                     |                        |                        | Anglia    | Jamie Cope         | 10                     |                        |                        |
|  | Anglia                 | Sam Baird                 | 9                      | Anglia            | Jamie Cope         | 10                     |                           |                        | Anglia    | Jamie Cope         | 10                     |                        |                        | Anglia    | Jamie Cope         | 10                     |                        |                        |
|  | Anglia                 | John Astley               | 10                     |                   |                    | Anglia                 | John Astley               | 2                      |           |                    |                        |                        |                        |           |                    |                        |                        |                        |
|  | Anglia                 | John Astley               | 10                     |                   |                    | Anglia                 | John Astley               | 2                      |           |                    |                        |                        |                        |           |                    |                        |                        |                        |
|  |                        |                           |                        |                   |                    |                        |                           |                        |           |                    |                        |                        |                        |           |                    |                        |                        |                        |
|  | Anglia                 | Gary Wilson               | 4                      | Anglia            | Tom Ford           | 10                     |                           |                        |           |                    |                        |                        |                        |           |                    |                        |                        |                        |
|  | Anglia                 | Gary Wilson               | 4                      | Anglia            | Tom Ford           | 10                     |                           |                        |           |                    |                        |                        |                        |           |                    |                        |                        |                        |
|  | Anglia                 | James Cahill              | 10                     |                   |                    | Anglia                 | James Cahill              | 6                      |           |                    | Anglia                 | Tom Ford               | 10                     | Walia     | Matthew Stevens    | 8                      |                        |                        |
|  | Anglia                 | James Cahill              | 10                     |                   |                    | Anglia                 | James Cahill              | 6                      |           |                    | Anglia                 | Tom Ford               | 10                     | Walia     | Matthew Stevens    | 8                      |                        |                        |
|  | Belgia                 | Luca Brecel               | 10                     |                   | Yu Delu            | 7                      |                           |                        | Belgia    | Luca Brecel        | 1                      |                        |                        | Anglia    | Tom Ford           | 10                     |                        |                        |
|  | Belgia                 | Luca Brecel               | 10                     |                   | Yu Delu            | 7                      |                           |                        | Belgia    | Luca Brecel        | 1                      |                        |                        | Anglia    | Tom Ford           | 10                     |                        |                        |
|  | Anglia                 | Lee Page                  | 8                      |                   |                    | Belgia                 | Luca Brecel               | 10                     |           |                    |                        |                        |                        |           |                    |                        |                        |                        |
|  | Anglia                 | Lee Page                  | 8                      |                   |                    | Belgia                 | Luca Brecel               | 10                     |           |                    |                        |                        |                        |           |                    |                        |                        |                        |
|  |                        |                           |                        |                   |                    |                        |                           |                        |           |                    |                        |                        |                        |           |                    |                        |                        |                        |
|  |                        | Chen Zhe                  | 10                     | Anglia            | Mark Joyce         | 10                     |                           |                        |           |                    |                        |                        |                        |           |                    |                        |                        |                        |
|  |                        | Chen Zhe                  | 10                     | Anglia            | Mark Joyce         | 10                     |                           |                        |           |                    |                        |                        |                        |           |                    |                        |                        |                        |
|  | Anglia                 | Antony Parsons            | 8                      |                   |                    |                        | Chen Zhe                  | 8                      |           |                    | Anglia                 | Mark Joyce             | 6                      | Anglia    | Robert Milkins     | 9                      |                        |                        |
|  | Anglia                 | Antony Parsons            | 8                      |                   |                    |                        | Chen Zhe                  | 8                      |           |                    | Anglia                 | Mark Joyce             | 6                      | Anglia    | Robert Milkins     | 9                      |                        |                        |
|  | Anglia                 | Michael Wasley            | 10                     | Anglia            | Rory McLeod        | 6                      |                           |                        | Anglia    | Michael Wasley     | 10                     |                        |                        | Anglia    | Michael Wasley     | 10                     |                        |                        |
|  | Anglia                 | Michael Wasley            | 10                     | Anglia            | Rory McLeod        | 6                      |                           |                        | Anglia    | Michael Wasley     | 10                     |                        |                        | Anglia    | Michael Wasley     | 10                     |                        |                        |
|  | Anglia                 | Sydney Wilson             | 9                      |                   |                    | Anglia                 | Michael Wasley            | 10                     |           |                    |                        |                        |                        |           |                    |                        |                        |                        |
|  | Anglia                 | Sydney Wilson             | 9                      |                   |                    | Anglia                 | Michael Wasley            | 10                     |           |                    |                        |                        |                        |           |                    |                        |                        |                        |
|  |                        |                           |                        |                   |                    |                        |                           |                        |           |                    |                        |                        |                        |           |                    |                        |                        |                        |
|  | Anglia                 | Robbie Williams           | 10                     |                   | Liu Chuang         | 5                      |                           |                        |           |                    |                        |                        |                        |           |                    |                        |                        |                        |
|  | Anglia                 | Robbie Williams           | 10                     |                   | Liu Chuang         | 5                      |                           |                        |           |                    |                        |                        |                        |           |                    |                        |                        |                        |
|  |                        | Lü Haotian                | 8                      |                   |                    | Anglia                 | Robbie Williams           | 10                     |           |                    | Anglia                 | Robbie Williams        | 10                     | Irlandia  | Fergal O’Brien     | 9                      |                        |                        |
|  |                        | Lü Haotian                | 8                      |                   |                    | Anglia                 | Robbie Williams           | 10                     |           |                    | Anglia                 | Robbie Williams        | 10                     | Irlandia  | Fergal O’Brien     | 9                      |                        |                        |
|  |                        | Li Hang                   | 10                     | Indie             | Pankaj Advani      | 10                     |                           |                        | Indie     | Pankaj Advani      | 7                      |                        |                        | Anglia    | Robbie Williams    | 10                     |                        |                        |
|  |                        | Li Hang                   | 10                     | Indie             | Pankaj Advani      | 10                     |                           |                        | Indie     | Pankaj Advani      | 7                      |                        |                        | Anglia    | Robbie Williams    | 10                     |                        |                        |
|  | Tajlandia              | Ratchayothin Yotharuck    | 5                      |                   |                    |                        | Li Hang                   | 9                      |           |                    |                        |                        |                        |           |                    |                        |                        |                        |
|  | Tajlandia              | Ratchayothin Yotharuck    | 5                      |                   |                    |                        | Li Hang                   | 9                      |           |                    |                        |                        |                        |           |                    |                        |                        |                        |
|  |                        |                           |                        |                   |                    |                        |                           |                        |           |                    |                        |                        |                        |           |                    |                        |                        |                        |
|  | Malta                  | Tony Drago                | 3                      |                   | Tian Pengfei       | 6                      |                           |                        |           |                    |                        |                        |                        |           |                    |                        |                        |                        |
|  | Malta                  | Tony Drago                | 3                      |                   | Tian Pengfei       | 6                      |                           |                        |           |                    |                        |                        |                        |           |                    |                        |                        |                        |
|  | Finlandia              | Robin Hull                | 10                     |                   |                    | Finlandia              | Robin Hull                | 10                     |           |                    | Finlandia              | Robin Hull             | 10                     | Anglia    | Peter Ebdon        | 8                      |                        |                        |
|  | Finlandia              | Robin Hull                | 10                     |                   |                    | Finlandia              | Robin Hull                | 10                     |           |                    | Finlandia              | Robin Hull             | 10                     | Anglia    | Peter Ebdon        | 8                      |                        |                        |
|  | Anglia                 | Ian Burns                 | 10                     | Anglia            | Jimmy White        | 4                      |                           |                        | Anglia    | Ian Burns          | 4                      |                        |                        | Finlandia | Robin Hull         | 10                     |                        |                        |
|  | Anglia                 | Ian Burns                 | 10                     | Anglia            | Jimmy White        | 4                      |                           |                        | Anglia    | Ian Burns          | 4                      |                        |                        | Finlandia | Robin Hull         | 10                     |                        |                        |
|  | Szkocja                | Fraser Patrick            | 6                      |                   |                    | Anglia                 | Ian Burns                 | 10                     |           |                    |                        |                        |                        |           |                    |                        |                        |                        |
|  | Szkocja                | Fraser Patrick            | 6                      |                   |                    | Anglia                 | Ian Burns                 | 10                     |           |                    |                        |                        |                        |           |                    |                        |                        |                        |
|  |                        |                           |                        |                   |                    |                        |                           |                        |           |                    |                        |                        |                        |           |                    |                        |                        |                        |
|  | Anglia                 | Sean O’Sullivan           | 9                      | Anglia            | Martin Gould       | 10                     |                           |                        |           |                    |                        |                        |                        |           |                    |                        |                        |                        |
|  | Anglia                 | Sean O’Sullivan           | 9                      | Anglia            | Martin Gould       | 10                     |                           |                        |           |                    |                        |                        |                        |           |                    |                        |                        |                        |
|  | Anglia                 | Mitchell Travis           | 10                     |                   |                    | Anglia                 | Mitchell Travis           | 1                      |           |                    | Anglia                 | Martin Gould           | 10                     |           | Liang Wenbo        | 7                      |                        |                        |
|  | Anglia                 | Mitchell Travis           | 10                     |                   |                    | Anglia                 | Mitchell Travis           | 1                      |           |                    | Anglia                 | Martin Gould           | 10                     |           | Liang Wenbo        | 7                      |                        |                        |
|  | Anglia                 | Adam Duffy                | 4                      | Irlandia Północna | Gerard Greene      | 8                      |                           |                        | Brazylia  | Igor Figueiredo    | 1                      |                        |                        | Anglia    | Martin Gould       | 10                     |                        |                        |
|  | Anglia                 | Adam Duffy                | 4                      | Irlandia Północna | Gerard Greene      | 8                      |                           |                        | Brazylia  | Igor Figueiredo    | 1                      |                        |                        | Anglia    | Martin Gould       | 10                     |                        |                        |
|  | Brazylia               | Igor Figueiredo           | 10                     |                   |                    | Brazylia               | Igor Figueiredo           | 10                     |           |                    |                        |                        |                        |           |                    |                        |                        |                        |
|  | Brazylia               | Igor Figueiredo           | 10                     |                   |                    | Brazylia               | Igor Figueiredo           | 10                     |           |                    |                        |                        |                        |           |                    |                        |                        |                        |
|  |                        |                           |                        |                   |                    |                        |                           |                        |           |                    |                        |                        |                        |           |                    |                        |                        |                        |
|  | Tajlandia              | Noppon Saengkham          | 9                      | Szkocja           | Jamie Burnett      | 10                     |                           |                        |           |                    |                        |                        |                        |           |                    |                        |                        |                        |
|  | Tajlandia              | Noppon Saengkham          | 9                      | Szkocja           | Jamie Burnett      | 10                     |                           |                        |           |                    |                        |                        |                        |           |                    |                        |                        |                        |
|  | Australia              | Vinnie Calabrese          | 10                     |                   |                    | Australia              | Vinnie Calabrese          | 4                      |           |                    | Szkocja                | Jamie Burnett          | 10                     | Anglia    | Ben Woollaston     | 8                      |                        |                        |
|  | Australia              | Vinnie Calabrese          | 10                     |                   |                    | Australia              | Vinnie Calabrese          | 4                      |           |                    | Szkocja                | Jamie Burnett          | 10                     | Anglia    | Ben Woollaston     | 8                      |                        |                        |
|  | Szkocja                | Scott Donaldson           | 10                     |                   | Cao Yupeng         | 10                     |                           |                        |           | Cao Yupeng         | 8                      |                        |                        | Szkocja   | Jamie Burnett      | 10                     |                        |                        |
|  | Szkocja                | Scott Donaldson           | 10                     |                   | Cao Yupeng         | 10                     |                           |                        |           | Cao Yupeng         | 8                      |                        |                        | Szkocja   | Jamie Burnett      | 10                     |                        |                        |
|  | Katar                  | Ahmed Saif                | 6                      |                   |                    | Szkocja                | Scott Donaldson           | 5                      |           |                    |                        |                        |                        |           |                    |                        |                        |                        |
|  | Katar                  | Ahmed Saif                | 6                      |                   |                    | Szkocja                | Scott Donaldson           | 5                      |           |                    |                        |                        |                        |           |                    |                        |                        |                        |
|  |                        |                           |                        |                   |                    |                        |                           |                        |           |                    |                        |                        |                        |           |                    |                        |                        |                        |
|  | Anglia                 | Stuart Carrington         | 10                     | Anglia            | Jack Lisowski      | 7                      |                           |                        |           |                    |                        |                        |                        |           |                    |                        |                        |                        |
|  | Anglia                 | Stuart Carrington         | 10                     | Anglia            | Jack Lisowski      | 7                      |                           |                        |           |                    |                        |                        |                        |           |                    |                        |                        |                        |
|  | Anglia                 | Andrew Norman             | 5                      |                   |                    | Anglia                 | Stuart Carrington         | 10                     |           |                    | Anglia                 | Stuart Carrington      | 10                     | Walia     | Ryan Day           | 10                     |                        |                        |
|  | Anglia                 | Andrew Norman             | 5                      |                   |                    | Anglia                 | Stuart Carrington         | 10                     |           |                    | Anglia                 | Stuart Carrington      | 10                     | Walia     | Ryan Day           | 10                     |                        |                        |
|  | Anglia                 | David Grace               | 6                      | Anglia            | Nigel Bond         | 10                     |                           |                        | Anglia    | Nigel Bond         | 5                      |                        |                        | Anglia    | Stuart Carrington  | 5                      |                        |                        |
|  | Anglia                 | David Grace               | 6                      | Anglia            | Nigel Bond         | 10                     |                           |                        | Anglia    | Nigel Bond         | 5                      |                        |                        | Anglia    | Stuart Carrington  | 5                      |                        |                        |
|  | Szkocja                | Ross Muir                 | 10                     |                   |                    | Szkocja                | Ross Muir                 | 5                      |           |                    |                        |                        |                        |           |                    |                        |                        |                        |
|  | Szkocja                | Ross Muir                 | 10                     |                   |                    | Szkocja                | Ross Muir                 | 5                      |           |                    |                        |                        |                        |           |                    |                        |                        |                        |
|  |                        |                           |                        |                   |                    |                        |                           |                        |           |                    |                        |                        |                        |           |                    |                        |                        |                        |
|  | Anglia                 | Mike Dunn                 | 2                      | Anglia            | Matthew Selt       | 10                     |                           |                        |           |                    |                        |                        |                        |           |                    |                        |                        |                        |
|  | Anglia                 | Mike Dunn                 | 2                      | Anglia            | Matthew Selt       | 10                     |                           |                        |           |                    |                        |                        |                        |           |                    |                        |                        |                        |
|  | Szkocja                | Rhys Clark                | 10                     |                   |                    | Szkocja                | Rhys Clark                | 6                      |           |                    | Anglia                 | Matthew Selt           | 10                     | Walia     | Michael White      | 10                     |                        |                        |
|  | Szkocja                | Rhys Clark                | 10                     |                   |                    | Szkocja                | Rhys Clark                | 6                      |           |                    | Anglia                 | Matthew Selt           | 10                     | Walia     | Michael White      | 10                     |                        |                        |
|  | Irlandia               | David Morris              | 7                      | Tajlandia         | Thepchaiya Un-Nooh | 10                     |                           |                        | Tajlandia | Thepchaiya Un-Nooh | 2                      |                        |                        | Anglia    | Matthew Selt       | 7                      |                        |                        |
|  | Irlandia               | David Morris              | 7                      | Tajlandia         | Thepchaiya Un-Nooh | 10                     |                           |                        | Tajlandia | Thepchaiya Un-Nooh | 2                      |                        |                        | Anglia    | Matthew Selt       | 7                      |                        |                        |
|  | Szwajcaria             | Alexander Ursenbacher     | 10                     |                   |                    | Szwajcaria             | Alexander Ursenbacher     | 5                      |           |                    |                        |                        |                        |           |                    |                        |                        |                        |
|  | Szwajcaria             | Alexander Ursenbacher     | 10                     |                   |                    | Szwajcaria             | Alexander Ursenbacher     | 5                      |           |                    |                        |                        |                        |           |                    |                        |                        |                        |
|  |                        |                           |                        |                   |                    |                        |                           |                        |           |                    |                        |                        |                        |           |                    |                        |                        |                        |
|  | Anglia                 | Alex Davies               | 7                      | Anglia            | Anthony Hamilton   | 7                      |                           |                        |           |                    |                        |                        |                        |           |                    |                        |                        |                        |
|  | Anglia                 | Alex Davies               | 7                      | Anglia            | Anthony Hamilton   | 7                      |                           |                        |           |                    |                        |                        |                        |           |                    |                        |                        |                        |
|  | Irlandia Północna      | Joe Swail                 | 10                     |                   |                    | Irlandia Północna      | Joe Swail                 | 10                     |           |                    | Irlandia Północna      | Joe Swail              | 8                      |           | Xiao Guodong       | 10                     |                        |                        |
|  | Irlandia Północna      | Joe Swail                 | 10                     |                   |                    | Irlandia Północna      | Joe Swail                 | 10                     |           |                    | Irlandia Północna      | Joe Swail              | 8                      |           | Xiao Guodong       | 10                     |                        |                        |
|  |                        | Li Yan                    | 10                     | Anglia            | Dave Harold        | 3                      |                           |                        |           | Li Yan             | 10                     |                        |                        |           | Li Yan             | 1                      |                        |                        |
|  |                        | Li Yan                    | 10                     | Anglia            | Dave Harold        | 3                      |                           |                        |           | Li Yan             | 10                     |                        |                        |           | Li Yan             | 1                      |                        |                        |
|  | Anglia                 | Elliot Slessor            | 5                      |                   |                    |                        | Li Yan                    | 10                     |           |                    |                        |                        |                        |           |                    |                        |                        |                        |
|  | Anglia                 | Elliot Slessor            | 5                      |                   |                    |                        | Li Yan                    | 10                     |           |                    |                        |                        |                        |           |                    |                        |                        |                        |

## Breaki stupunktowe kwalifikacji
Źródło:
| Snookerzysta              | Breaki                       |
| Martin O’Donnell          | 139, 119, 100                |
| Andrew Higginson          | 139                          |
| Martin Gould              | 137, 134, 132, 114, 113, 106 |
| Fergal O’Brien            | 135                          |
| Kurt Maflin               | 134                          |
| Robin Hull                | 133, 107, 102                |
| Chen Zhe                  | 133                          |
| Ian Burns                 | 132, 131, 121                |
| Sam Baird                 | 132                          |
| Alan McManus              | 130                          |
| Thanawat Thirapongpaiboon | 128, 121, 117                |
| Liu Chuang                | 127                          |
| Jamie Cope                | 125                          |
| Ross Muir                 | 123                          |
| Michael Wasley            | 122                          |
| Craig Steadman            | 122                          |
| Li Hang                   | 120, 116, 104                |
| Kyren Wilson              | 119, 114                     |
| Xiao Guodong              | 119                          |
| Luca Brecel               | 118                          |
| David Morris              | 118                          |
| Alexander Ursenbacher     | 118                          |
| Cao Xinlong               | 117, 102, 102                |
| Sanderson Lam             | 116, 107                     |
| Stuart Carrington         | 113                          |
| Yu Delu                   | 112                          |
| Matthew Selt              | 111, 104                     |
| Tom Ford                  | 111, 101                     |
| Chris Norbury             | 111                          |
| Zhang Anda                | 111                          |
| Igor Figueiredo           | 111                          |
| Robbie Williams           | 110                          |
| Alex Borg                 | 110                          |
| Noppon Saengkham          | 109                          |
| Jamie Jones               | 108, 101                     |
| Yu Delu                   | 108                          |
| James Cahill              | 106                          |
| Ryan Day                  | 106                          |
| Jimmy Robertson           | 105                          |
| Liang Wenbo               | 103                          |
| Rod Lawler                | 102                          |
| Alfie Burden              | 101                          |
| Mark Joyce                | 101                          |
| Sam Baird                 | 100                          |
| Ken Doherty               | 100                          |
| Michael White             | 100                          |